# Efteling
Vous lisez un « bon article » labellisé en 2011.
Efteling (prononcé en néerlandais : [ˈɛftəlɪŋ]) est un parc d'attractions et complexe de loisirs néerlandais situé dans le village de Kaatsheuvel, dans le Brabant-Septentrional.
Ayant pour thème les contes et légendes, il est l'un des plus anciens parcs de loisirs en activité puisque ses racines remontent en 1935 lorsque deux clercs locaux fondent un terrain de jeux. Officiellement inauguré le 31 mai 1952 avec le Bois des Contes de fées, il est remarqué par l'unité de son style : celui de l’illustrateur de contes pour enfants Anton Pieck (1895-1987).
Le parc comporte 36 attractions et dispose d'un complexe hôtelier avec un total de 3 144 lits.
Lauréat de plusieurs prix internationaux, Efteling se développe dans la durée, s'adaptant aux nouvelles technologies et offrant aujourd'hui une large variété d’attractions, conçues par des sociétés spécialisées, telles Vekoma et Intamin. Parmi les prix reçus, la Pomme d'or, l'Applause Award, le Thea Classic Award et les Theme Park Insider Awards sont les plus prestigieux. Bien qu'il ne soit essentiellement connu qu'aux Pays-Bas, en Allemagne et en Belgique, il est aujourd’hui un des plus importants parcs de loisirs d’Europe avec plus de cent millions de visiteurs reçus depuis son ouverture.

## Histoire
1. Origines
2. Anton Pieck et Peter Reijnders : les créateurs
3. Holle Bolle Gijs
4. Ton van de Ven : la diversification
5. Design & Development
6. Chronologies

### Origines
L’origine du nom « Efteling » provient probablement d’une ferme construite au XVIe siècle dénommée Eersteling. La ferme a disparu, mais le hameau a hérité de son nom. Eersteling fut modifié au fil des ans en Ersteling, Esteling puis Efteling, la graphie du « s » gothique « long » se confondant avec celle du « f ».
En 1933, le vicaire Rietra et le curé De Klijn décident de fonder un centre sportif au sud de Kaatsheuvel. Le R. K. Sport en Wandelpark est inauguré le 19 mai 1935 ; il comprend un terrain de football, deux terrains d’entraînement et une plaine de jeux. La fondation Sportpark est créée en 1937. Dans les années suivantes, le parc installe des carrousels, un toboggan, un vélodrome avec surface de sable et propose des promenades à poney. En 1949, le bourgmestre, R.-J. van der Heijden (1898-1981), voit dans ce complexe sportif des possibilités récréatives qui pourraient s’étendre bien au-delà des frontières de Kaatsheuvel. La même année, l’exposition De Schoen '49 — l’économie locale étant basée sur l’industrie de la chaussure et du cuir — donne l'impulsion pour une nouvelle expansion du parc et de nouvelles parcelles de terrains sont achetées. L’entrée de l’exposition reste pendant longtemps l’entrée du Sport en Wandelpark et plus tard, d’Efteling lui-même. La « Fondation du parc naturel d’Efteling » naît le 25 mai 1950. Le but de la fondation est « le développement physique et les loisirs des habitants de la commune de Loon op Zand ainsi que la promotion du tourisme dans la commune et au-delà, dans un esprit catholique », afin de ne plus dépendre uniquement de l’industrie locale. La commune signe pour la rénovation du parc récréatif et les travaux de terrassement commencent, ainsi que la création du Siervijver (« Lac ornemental ») et de l'étang pour avirons et canoës. Des chemins sont tracés et des aires de stationnement, des courts de tennis et des terrains de sport construits. Le 11 mai 1951, la nouvelle aire de jeux avec son salon de thé et son magasin de souvenirs sont ouverts,. Van der Heijden découvre alors le petit Bois des contes construit par la société Philips à Eindhoven à l’occasion du 60e anniversaire de la société. Il veut réaliser dans sa commune la même chose et fait appel à son beau-frère, le cinéaste Peter Reijnders pour cette tâche. Ensemble, ils décident de confier la conception visuelle du projet au dessinateur Anton Pieck, célèbre pour ses illustrations de livres pour enfants, de calendriers et de cartes de vœux.

### Anton Pieck et Peter Reijnders: les créateurs

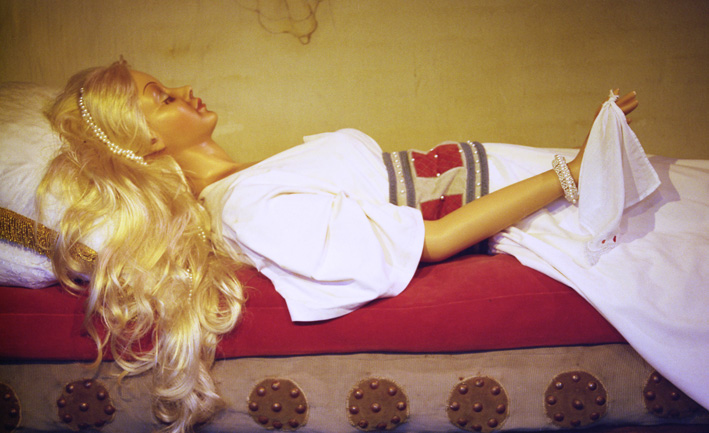
La Belle au bois dormant.

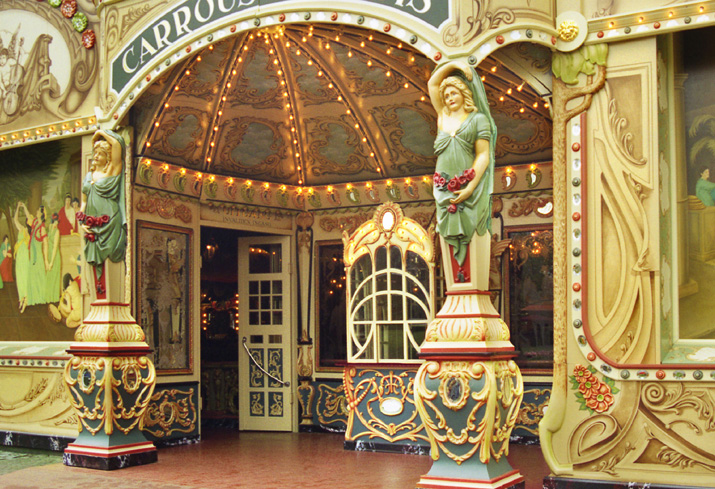
Entrée principale du palais du Carrousel.

Le 31 mai 1952, le parc est officiellement ouvert. Il s'étend sur 65 hectares et propose des étangs, des terrains de tennis et de football, un salon de thé et une aire de jeux. Les 222 941 visiteurs de sa première année payent 80 cents de florin néerlandais pour un billet,.
Mais le succès rapide d’Efteling est à mettre au compte de son attraction principale : le Bois des Contes (Sprookjesbos), constitué de dix scènes conçues par Reijnders d’après les dessins de Pieck. D’emblée, les concepteurs se montrent exigeants dans la conception des projets, comme dans leur exécution. Son atmosphère spécifique, due à la nature de ses réalisations et au style formel qu’elles revêtent – leur architecture notamment –, le tout noyé dans un environnement boisé est appréciée par le public. En tout, une quinzaine de contes sont ainsi illustrés et matérialisés sous la direction de Pieck. En débutant ce projet, il impose deux conditions : que les réalisations respectent ses dessins et que les matériaux utilisés pour la construction soient de qualité. L’emploi de matériaux traditionnels et authentiques comme la pierre et le bois sont en l’occurrence préférés à l’habituel recours aux décors de carton-pâte. « Si vous faites quelque chose, il faut le faire bien ou ne pas le faire », déclare Anton Pieck dans un documentaire sur sa vie et son œuvre. Son style romantique, nostalgique d’un passé imaginaire et de mondes fantastiques, marqué par un goût pour la patine et la ruine, est la base sur laquelle presque tous les ajouts ultérieurs vont être conçus. Les nouveautés qui peuvent illustrer ceci sont à l'époque : le Diorama, l’Orgue aquatique et le personnage du Holle Bolle Gijs.
L’année 1953 voit l’ouverture du Roeivijver (Étang de canotage), qui illustre parfaitement la philosophie de la nouvelle fondation, et de la piscine. La place Anton Pieckplein est inaugurée en 1954. Elle héberge différents types de carrousels et des représentations de contes tel La Poule aux œufs d’or. Dans les premières années, les frères d’un monastère voisin gagnent un cent de florin en remplissant ses œufs. La même année apparaissent les petits trains à pédales (Traptreintjes, aujourd’hui nommés Kinderspoor), conçus pour les enfants par Reijnders dans un paysage animé, ainsi que le premier divertissement à Efteling : un petit théâtre de marionnettes. En 1956, l’un des quatre derniers « salons-carrousels » (carrousel d'intérieur) au monde contenant un carrousel à vapeur datant de 1895 est acheté à la famille Janvier et installé dans le palais homonyme conçu pour l’occasion ; c’est la première attraction d’importance construite en dehors du Bois des Contes.
En 1984, le musée Anton-Pieck est ouvert à Hattem. En 1995, Pieck fait son entrée à titre posthume dans le prestigieux IAAPA Hall of Fame.

### Holle Bolle Gijs

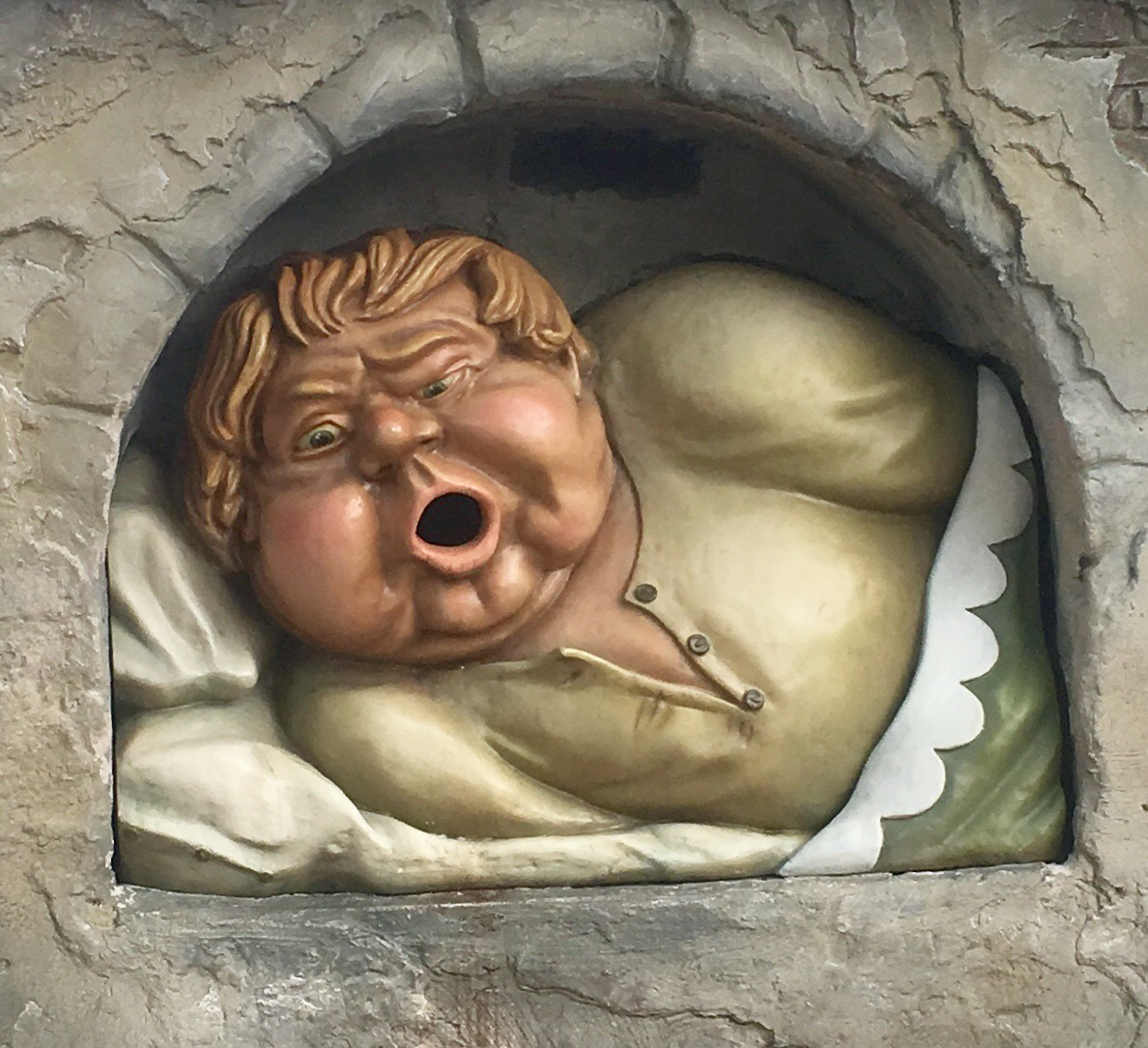
Gijs « bâillant ».

Le 9 septembre 1958 apparaît un des emblèmes d’Efteling : Holle Bolle Gijs (« l’insatiable »), un gros personnage décliné sous une douzaine de formes dans le parc, camouflant une poubelle et gratifiant d’un « Dank-u-wel ! » (« Merci beaucoup ») toute personne lui mettant un papier dans la bouche. Le quinzième anniversaire d’Efteling en 1966 voit la réalisation des Nénuphars indiens (Indische Waterlelies), d’après un conte écrit par la reine Fabiola de Belgique,. Celle-ci n'est pas présente à l’ouverture, mais elle rend visite à son œuvre un an plus tard. À partir de 1966, Efteling crée une nouvelle attraction presque chaque année. Les autres Gijs ensuite créés sont Wagen Gijs (1967), Geeuwende Gijs et Baby Gijsje (1969), Opa Gijs (1970), Moeder Gijs (1971), etc.
En 1968 un train à vapeur parcourt le parc, marquant les débuts de la Efteling Stoomtrein Maatschappij (Société des trains à vapeur d’Efteling), dont les quatre locomotives datent respectivement de 1908, 1911, 1914 et 1992. Le parcours ne forme pas une boucle les seize premières années. D’autres locomotives, miniatures cette fois-ci, apparaissent derrière le carrousel à vapeur en 1971 dans le monde réduit du Diorama imaginé par Pieck. Le Vonderplas (« Étang merveilleux ») est creusé en 1970.
Tous ces efforts sont récompensés par une Pomme d'or, décernée par la Fédération internationale des journalistes et écrivains du tourisme, pour le design, l'originalité et le travail dans le domaine du divertissement. La récompense est décernée à Efteling en 1971 et la réception du prix se déroule le 30 mars 1972 au théâtre victorien — ouvert la même année — en présence de Peter Reijnders, Anton Pieck et du secrétaire d'État Jan Oostenbrink (nl).

### Ton van de Ven: la diversification

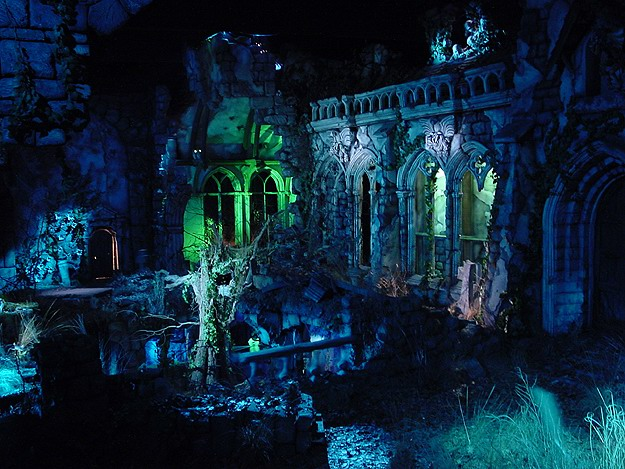
Het Spookslot (Le Château hanté).

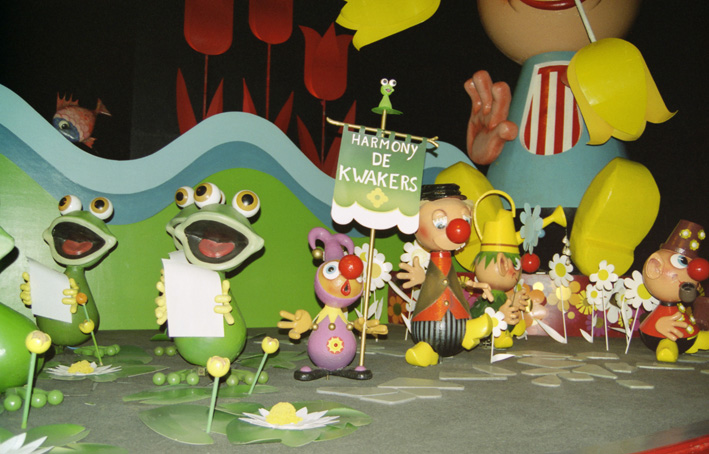
Le parcours scénique du Carnaval Festival.

Pieck travaille pour Efteling jusqu'au milieu des années 1970 et laisse sa place de concepteur artistique au jeune Ton van de Ven, génie protéiforme dont il apprécie la collaboration entré au service d’Efteling en 1965. La première création de van de Ven est le lugubre Spookslot, inauguré en 1978 comme le plus grand château hanté d’Europe.
Une baisse du nombre de visiteurs et la concurrence féroce des autres parcs à thèmes sont les principales raisons d’un changement fondamental dans les années 1980. Le directeur de l'époque Herman Ten Bruggencate pense en effet que si les jeunes sont toujours émerveillés par les contes de fées, ils cherchent aussi des sensations et de la vitesse. En 1981, apparaissent les structures d’acier des plus grandes montagnes russes d’Europe de cette époque, le Python, avec son parcours de 750 mètres et ses pointes à 85 km/h, les Gondolettas sur un lac bordé de fleurs et jalonné d’îles, ainsi que la Game Gallery (galerie de jeux). Avec 1,9 million d’entrées en 1983, Efteling est le parc de loisirs le plus visité du continent. Continuant sur sa lancée, le parc ouvre le galion-balançoire De Halve Maen (Demi-Lune) en 1982, Piraña en 1983, le Bobbaan en 1985, Monsieur Cannibale en 1988 et les montagnes russes en bois Pegasus en 1991.
Dans le même temps, des attractions plus familiales complètent l’offre pour séduire le reste de la famille. Apparaissent ainsi en 1984 l’humoristique Carnaval Festival conçu par le réalisateur et dessinateur Joop Geesink (nl), le parcours en Ford T D’Oude Tuffer et le manège Polka Marina. En 1986, après cinq années de développement, van de Ven renoue avec ce qui a fait le succès du parc : une adaptation des contes des Mille et Une Nuits, l’exotique Fata Morgana. Sont ouvertes ensuite d’autres attractions féeriques ou fantastiques telles le temple volant Pagode en 1987, le Roi Troll en 1988 et les curieux Lavanors en 1990, tous créées par van de Ven. La mascotte du parc, Pardoes, fait son entrée en 1989.
En 1992, Efteling reçoit l’Applause Award du meilleur parc au monde, décerné par l'International Association of Amusement Parks and Attractions. Son directeur général, Paul Beck, témoigne : « Être proclamé meilleur parc d’attractions au monde l’année même où Euro Disneyland a ouvert ses portes : quelle plus belle marque d’appréciation Efteling pouvait-il rêver ! » La même année ouvre la première réalisation en dehors d’Efteling : l’hôtel Efteling. Le Labyrinthe de l’aventure et un terrain de golf 18 trous sont inaugurés en 1995, l’écran 3D du PandaDroom en 2002.
Brodant sur le style de Pieck, van de Ven développe et modèle Efteling selon sa vision. Il crée le féerique Droomvlucht en 1993, la démoniaque Villa Volta, la majestueuse entrée du parc nommée Maison des Cinq sens en 1996, le vertigineux Oiseau Roc en 1998. Son ultime réalisation est le théâtre Efteling en 2003, année où il prend sa retraite.
Le divertissement s’accroît parallèlement d’année en année, avec des productions telles que Showtime met Pardoes (1994), Samson en Gert (1994-1997), Efteling Sprookjesshow (1996-1997), Nieuwe Efteling Sprookjesshow (1998-2001) et Efteling on Ice (2001). Pour ces deux derniers spectacles, Efteling reçoit deux fois le Big E-Award de l’IAAPA, prix international du meilleur spectacle pour parc au monde. Des productions théâtrales sont dorénavant à l’affiche tous les ans. Des attractions spécialement conçues pour l’ouverture hivernale du parc ont également été réalisées sur plusieurs années à partir de 1999, année du premier Winter Efteling hivernal. En 2000, la Pardoespromenade et la Brink sont construites. La première constitue une grande allée jusqu'à la deuxième au centre du parc. Les visiteurs peuvent donc facilement accéder aux quatre coins du parc.

### Design & Development

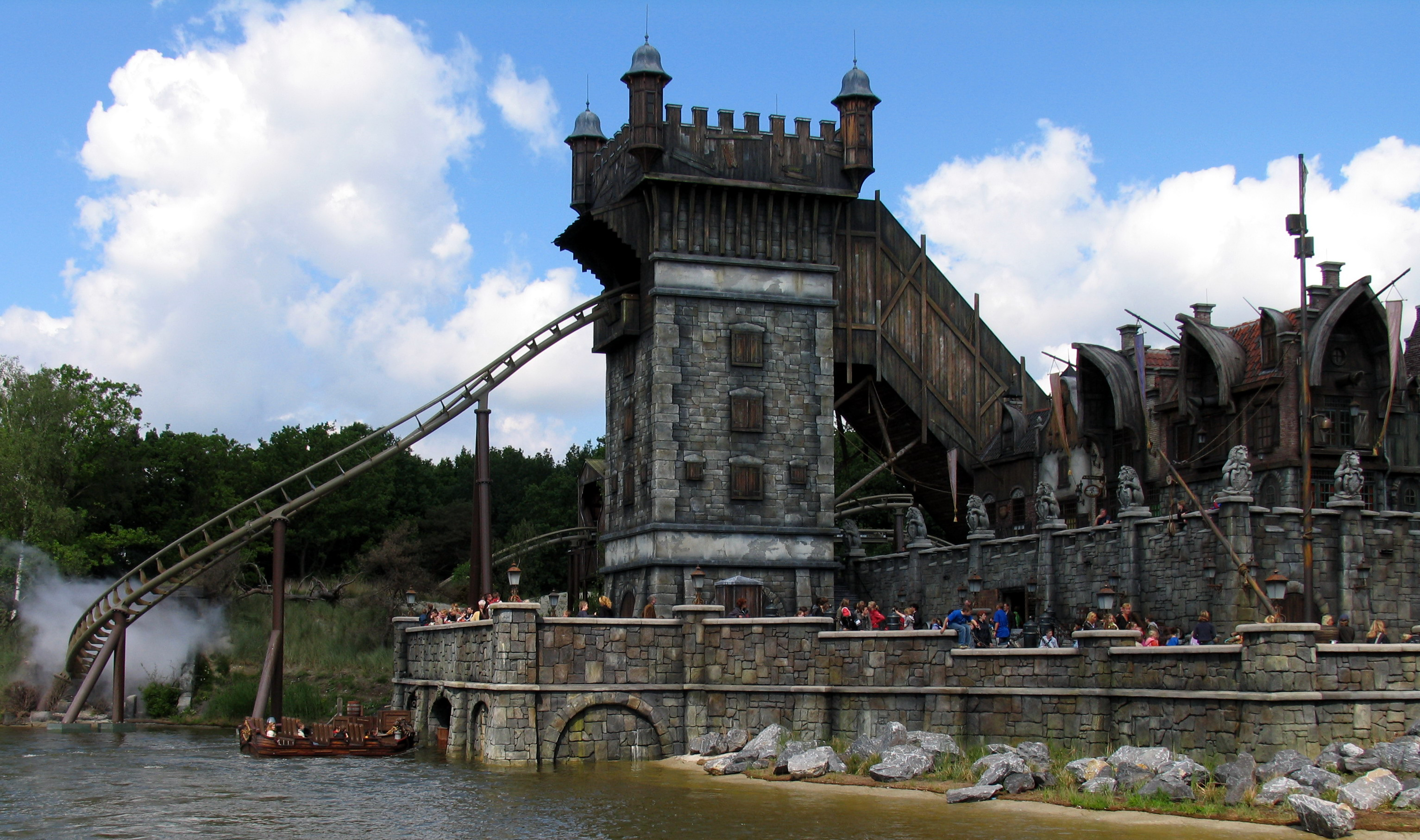
Le Hollandais Volant.

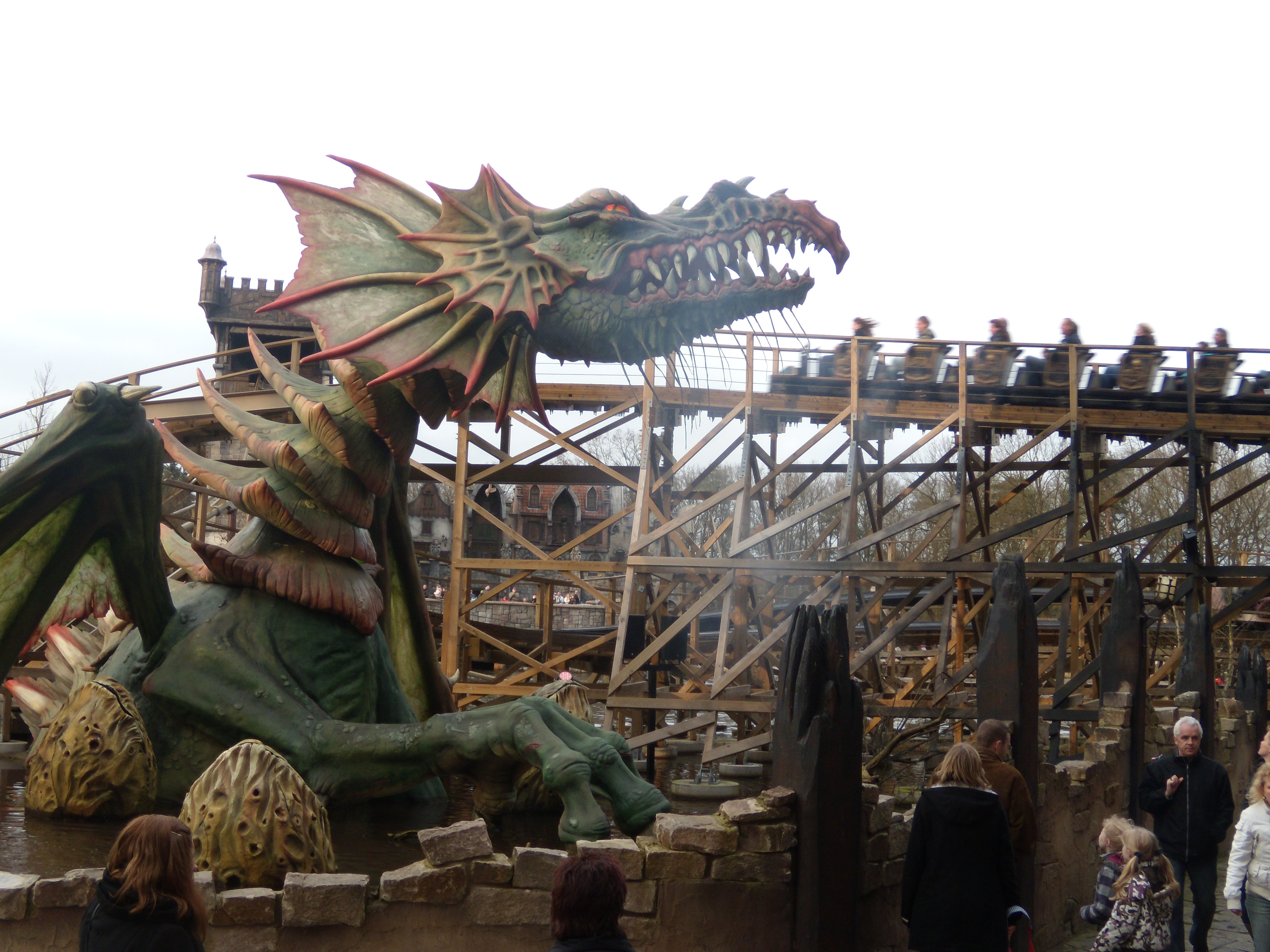
Les montagnes russes Joris en de Draak inaugurées en 2010.

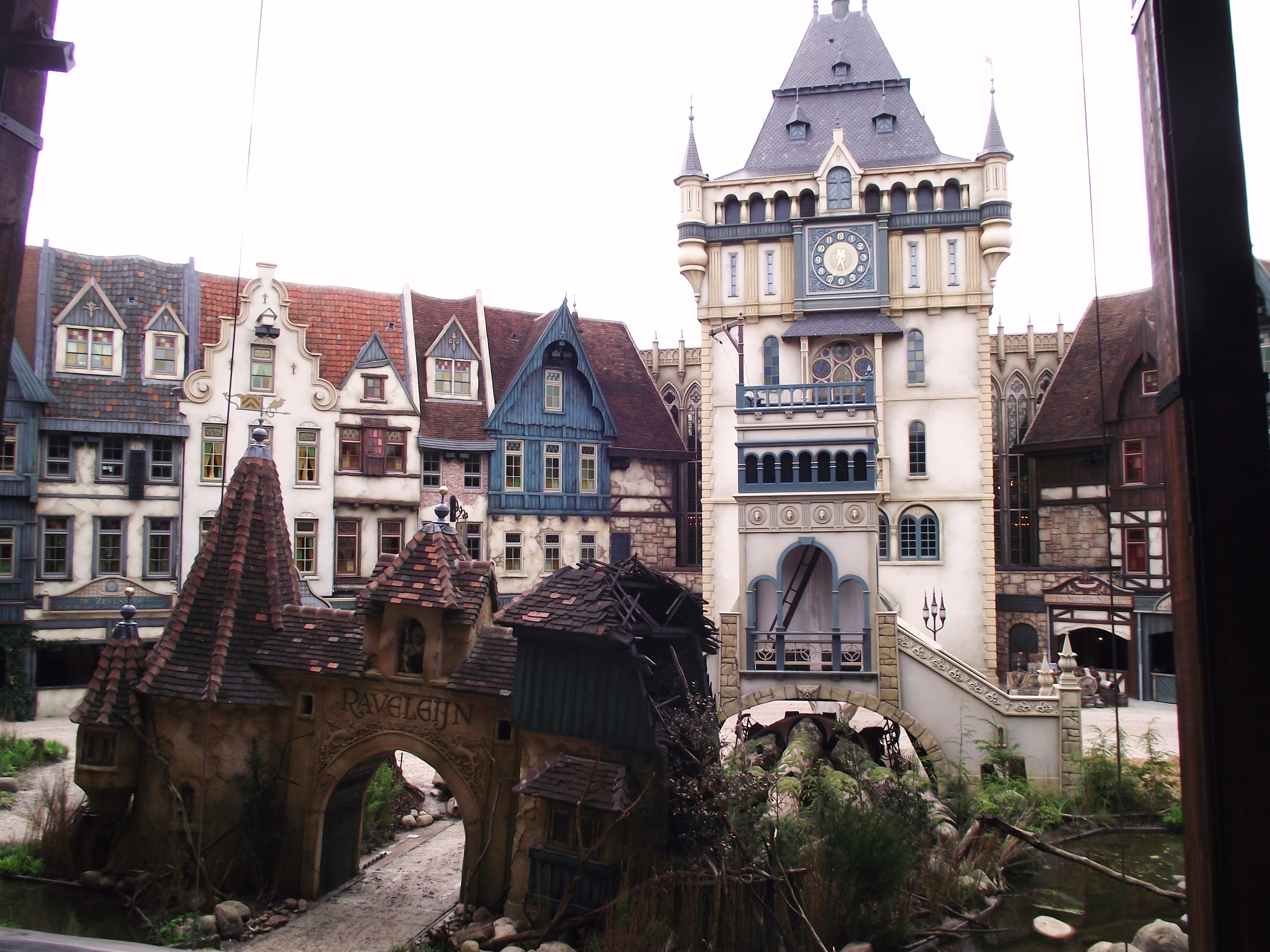
Raveleijn.

Après le départ de Ton van de Ven, un département de conception Design & Development dirigé par Michel den Dulk prend place à Efteling. Den Dulk avait été directeur de Mini-Efteling avant d’être engagé en 2002 par le parc. Il travaille notamment sur PandaDroom, le conte La Petite Fille aux allumettes et la rénovation de la place Anton-Pieck. Il aménage également le réseau pédestre et ajoute un toit à Monsieur Cannibale. Avec encore plus d’intensité que par le passé, il apporte de l’attention aux infrastructures. De nombreuses réhabilitations et rénovations ont lieu en divers endroits du parc. Efteling collabore avec diverses société telles JoraVision, H&S Paint ou Ruud Jacobs Decoraties pour la thématique, la décoration ou la scénographie,,. En 2005, Efteling reçoit le Thea Classic Award pour ses réalisations depuis plus de cinquante ans. La même année, den Dulk quitte Efteling pour rejoindre Europa-Park, avant de devenir en 2010 Senior Concept Designer à Walt Disney Imagineering en Californie sur l’invitation de Tony Baxter, admirateur des travaux d’Anton Pieck et de Ton van de Ven.
Il est remplacé par Karel Willemen dont le premier grand projet est le Hollandais volant, qui ouvre en 2007 pour les 55 ans du parc. En 2008, le musée Efteling fête les 50 ans du Fakir volant en lui consacrant une exposition. En l’honneur de cet anniversaire, une nouvelle espèce de tulipe appelée Tulipa Efteling est élevée et plantée dans le parc. En 2009, l’univers d’Efteling comprend : le parc d’attractions Efteling, l’hôtel Efteling, le golf-club Efteling, les événements Efteling, les médias Efteling, les productions théâtrales Efteling, la radio Efteling et le Efteling village bosrijk. Karel Willemen se charge ensuite des réaménagements de l’hôtel, élabore le conte de Cendrillon dans le Sprookjesbos, la gare de l’Est, Bosrijk, l’Arbre des contes, les montagnes russes Joris en de Draak et Loonsche Land.
Sander de Bruijn travaille à l’organisation intérieure du musée du parc, à la rénovation de la plus grande boutique d’Efteling, au plan du parc et prend le relais de Henny Knoet pour l’aspect de Pardoes et Pardijn. Il est aussi le concepteur du complexe Raveleijn et des montagnes russes Baron 1898. Le parc d'attractions célèbre ses soixante ans en 2012 avec plusieurs nouveautés et inaugurations dont le point d'orgue est l'ouverture d'Aquanura,,.
La concrétisation du projet Hartenhof était attendue entre 2012 et 2015. Ce projet de parcours scénique basé sur Pardoes évolue pour être concrétisé « en fanfare » à l'occasion des 65 ans du parc le 1er juillet 2017 sous le nom de Symbolica. D'un coût de 35 millions €, l'attraction la plus chère de l'histoire du parc propose au passagers de choisir l'un des trois parcours à disposition,,. Un collectif de designers dont Karel Willemen et Sander de Bruijn imagine l'attraction. Cette attraction est honorée par un Thea Award.
La même année est inauguré sur plus de 8 hectares Loonsche Land. Ce nouveau logement né de la main de Karel Willemen propose un hôtel et un parc de vacances pour un investissement de 30 millions d'euros. Avec un total de mille lits, le nouveau site ouvre ses portes le jour du 65e anniversaire du parc, le 31 mai 2017. Ces ajouts aident le parc à atteindre l'objectif de 5 millions d'entrées fixé à 2020 : 5 180 000 visites sont dénombrées en 2017, soit avec une avance de trois ans.
Depuis 2016, plusieurs contes et attractions sont réhabilités, remplacés ou renouvelés. Tout en préservant leur esthétique d'origine, les représentations du Petit Chaperon rouge ainsi que d'Hansel et Gretel sont renouvelées. La majorité du circuit du Python est démontée et une structure au même tracé le remplace pour améliorer le confort et pérenniser l'attraction pour l'avenir. Les voitures de type Ford T D’Oude Tuffer et son système par rail ayant fait leur temps, ils sont remplacés par un nouveau système, douze voitures et cinq pick-ups. Fabula remplace PandaDroom ce qui en améliore la qualité,.
Bobbaan est remplacé par Max & Moritz car les réparations nécessaires pour maintenir la qualité de l'attraction requéraient des pièces qui ne se fabriquaient plus,,. La plaine de jeux « inclusive » Nest est inaugurée en 2021 à quelques mètres de l'emplacement de Polka Marina, fermée en 2020,. En 2022, Sirocco et Archipel ouvrent en lieu et place de Monsieur Cannibale et du Labyrinthe de l’aventure. La même année, Spookslot ferme pour faire place à Danse macabre en 2024,,. Ces travaux et réhabilitations sont également réalisés dans un esprit inclusif,,,,,,,.

### Chronologies

#### Faits marquants
- 1952 : en cette première année après l’inauguration officielle, 222 941 visiteurs passent les portes d’Efteling. La fréquentation quadruple : ils étaient 50 000 en 1951[6].
- 1953 : augmentation du nombre d’entrées de 85 %, 411 671 personnes visitent le parc[6].
- 1954 : le millionième visiteur depuis l’ouverture officielle est accueilli avec des fleurs[16],[56].
- 1966 : cette année, un million de visiteurs se rendent à Efteling[56].
- 1972 : Efteling reçoit la Pomme d'or, distinction internationale qui le consacre meilleur site touristique d’Europe. Quarante-cinq ans plus tard, Efteling est toujours l’unique parc d’attractions ayant reçu la Pomme d'or[57].
- 1978 : le nombre de visiteurs augmente de plus de 25 % et le 25 millionième visiteur est reçu à Efteling[6],[56]. Il s'agit de la famille Lelièvre de St. Denijs en Belgique.
- 1981 : l’ouverture du Python fait grimper le nombre d’entrées de 30 %[58].
- 1982 : un million et demi de personnes franchissent les portes du parc[22] et le 30 millionième visiteur est reçu[56].
- 1983 : la fréquentation du parc augmente de 30 % et Efteling est le 1er parc de loisirs en Europe en termes de fréquentation avec 1,9 million de visiteurs par an[59].
- 1984 : le nombre de 2 millions de visiteurs annuels est atteint[19].
- 1989 : Toujours en tête des parcs européens en termes de fréquentation[60], 2,1 millions de personnes se rendent à Efteling, dont 1,6 million des Pays-Bas[22].
- 1990 : 2,5 millions de personnes franchissent les portes du parc d’attractions[21].
- 1991 : le nombre de visiteurs atteint est de 2,6 millions et le 50 millionième visiteur depuis l’ouverture est accueilli[61]. Efteling est sur la première marche du podium européen en termes de fréquentation. Sur la deuxième marche, trois parcs affichent 2 millions d'entrées : Europa-Park, Alton Towers et Phantasialand. Sur la troisième marche, deux parcs affichent 1,4 million d'entrées : Walibi Wavre et le parc Astérix. En cette dernière saison avant l'ouverture d'Euro Disneyland, ces parcs touchent chacun une clientèle située dans un rayon de 200 kilomètres, ce qui signifie que la plupart ne se considèrent pas alors comme des concurrents directs. Walibi Wavre est l'exception car il partage des portions de son bassin de clientèle avec les quatre autres parcs d'Europe continentale[62].
- 1992 : International Association of Amusement Parks and Attractions — IAAPA — lui décerne le 21 novembre 1992 à Dallas l’Applause Award au titre de meilleur parc de loisirs du monde[22].
- 1993 : le nombre de visiteurs augmente de 20 %. Le directeur adjoint d'Efteling de l'époque, Reinoud van Assendelft de Coningh, a l'idée de créer une collaboration d'importants parcs d'attractions européens non concurrents compte tenu de leur situation géographique[63]. En 1993, Great European Theme Parks est fondé en réponse à l'arrivée d'Euro Disneyland[64]. Ses membres sont Europa-Park, Alton Towers, le parc Astérix, Efteling et Liseberg.
- 1996 : le 60 millionième visiteur passe les portes du parc. Cette année, 3 millions de visiteurs se rendent à Efteling
- 1997 : THEA Award pour l’attraction Villa Volta.
- 1999 : Big E-Award de l’IAAPA pour le meilleur spectacle de parc du monde (Efteling Sprookjesshow). Première du Winter Efteling où le parc reçoit le public en hiver. Il est le 2e parc d’Europe à ouvrir en cette saison.
- 2001 : Big E-Award de l’IAAPA pour le meilleur spectacle de parc du monde (Efteling on Ice).
- 2002 : Efteling reçoit le Prix national de l’Innovation pour l’attraction du cinéma 3D PandaDroom (en collaboration avec le WWF).
- 2003 : Big E-Award de l’IAAPA pour le meilleur spectacle de parc du monde (Merveilleux Spectacle Efteling).
- 2004 : Nationale ICT Award en partenariat avec LogicaCMG pour leur Mobile ticketing pendant l’Hiver Efteling. Le Thea Classic Award couronne le travail effectué par Efteling depuis plus de cinquante ans dans le domaine du divertissement[65]. Reconnu par les connaisseurs du genre comme l’un des meilleurs, ce prix est le septième remis par les professionnels à Efteling[66],[67],[8]. Le parc accueille le 85 millionième visiteur : l’école primaire Leeuwenkuil de Beneden-Leeuwen[23].
- 2005 : le Best Practice Award en partenariat avec Foodstep pour Meilleures pratiques en santé publique et le Ride Award pour la meilleure offre d’attractions.
- 2006 : deux Rides Awards pour leur site web et pour leur rapport qualité/prix.
- 2007 : Efteling accueille son 95 millionième visiteur. Le parc est visité par 3 240 000 personnes et est l’attraction la plus populaire des Pays-Bas[68].
- 2008 : le VVV Rob de Bes Award pour leur esprit innovateur.
- 2009 : le Rides Award pour récompenser son personnel. Pour la première fois depuis son ouverture, 4 millions de visiteurs se rendent à Efteling[69]. IAAPA Best Toy Award pour le jeu Sprookjesboom[70]. La fréquentation du parc augmente de 25 % et le parc reçoit son 100 millionième visiteur[71].

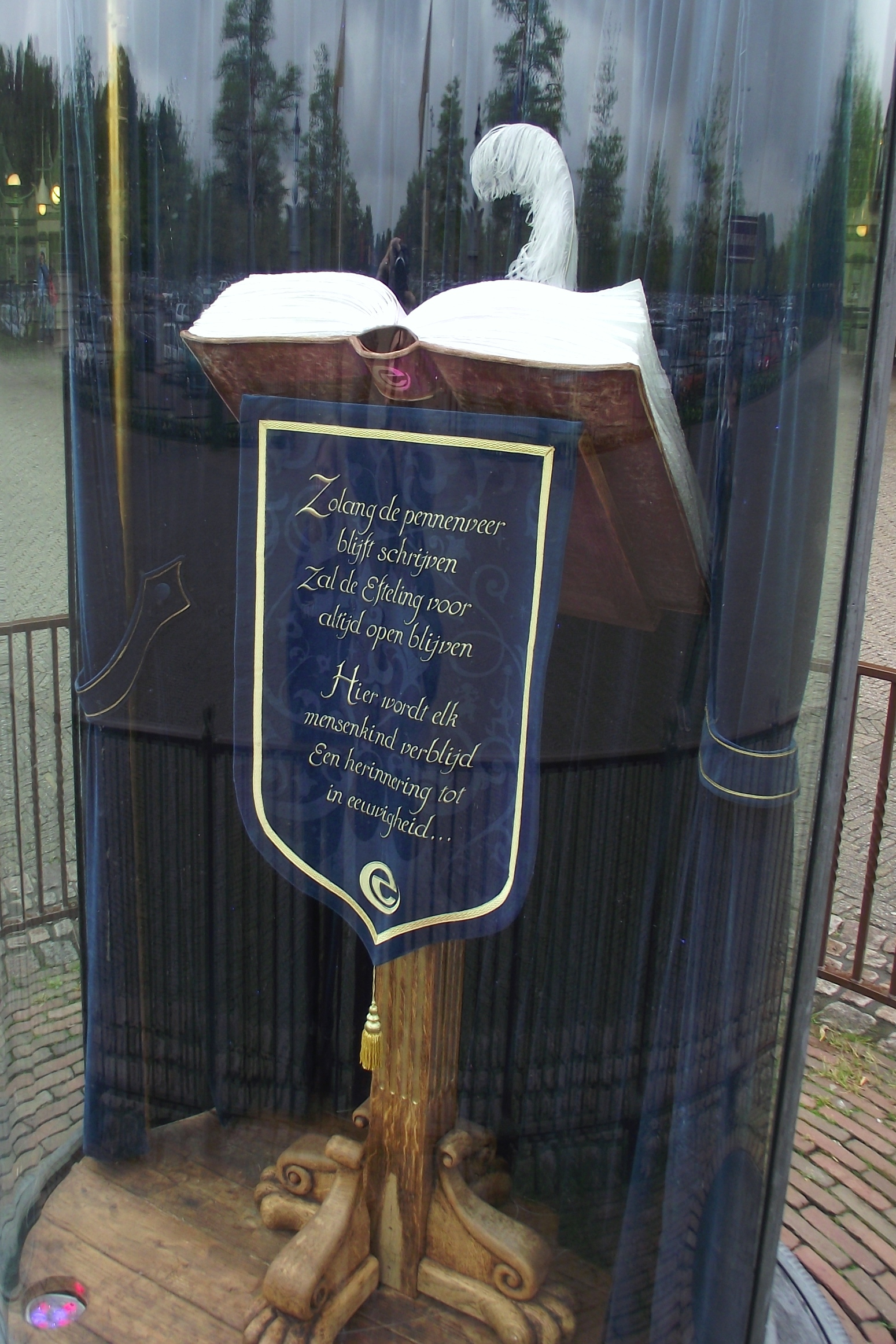
La plume perpétuellement en mouvement symbolise l'ouverture permanente du parc.

- 2010 : Corporate Fashion Award pour les costumes du personnel[72]. La comédie musicale The Sound of Music reçoit le prix du public et le prix du second rôle féminin de la part de la radio belge Radio 2[73]. Efteling ouvre désormais ses portes toute l’année, il est le 2e parc en plein air d’Europe à ouvrir annuellement après Disneyland Paris[74],[75],[76],[j].
- 2010 : Efteling est toujours l’attraction nationale la plus populaire[77]. Il réitère le record de 2009 : 4 millions de visiteurs[78]. IAAPA Brass Ring Award pour la meilleure campagne RH (International Association of Amusement Parks and Attractions)[79].
- 2011 : prix de la meilleure entreprise formatrice 2011 pour le secteur récréatif et lekkerste broodje van Nederland[79].
- 2012 : THEA Award pour l’event spectacular Aquanura[80],[81]. Le premier Brass Ring Award décerné par Themed Entertainment Association pour le food & beverage Polles Keuken[82].
- 2016 : Pour la première fois depuis l'ouverture d'Efteling, le nombre de Néerlandais qui loge in situ est dépassé par celui des étrangers[36].
- 2017 : Theme Park Insider Awards : meilleur parc à thèmes au monde[83]. Plus de 5 millions de visiteurs franchissent les portes du parc[84].
- 2018 : TEA Award For Outstanding Achievement pour Symbolica[85].
- 2018 : Theme Park Insider Awards : meilleur parc à thèmes et meilleur parcours scénique au monde[83]. Le domaine reçoit son 4 444 444e hôte à séjourner sur place, en l'occurrence dans le Loonsche Land[86].
- 2020 : cette saison est marquée par la pandémie de Covid-19. Le parc est alors le plus visité en Europe, devant le parc Disneyland[87]. L'analyse du rapport 2020 de la Themed Entertainment Association souligne que les Pays-Bas sont touchés par la pandémie tard dans la saison et que le parc — doté d'une base de clients locaux — a baissé de 45 % en termes de fréquentation. La moyenne mondiale se chiffre à 67,2 % et à 66 % en Europe[88]. Efteling a la chance d'avoir les avantages d'une clientèle locale établie pendant une période d'interdiction de voyager et de pouvoir accueillir des invités pendant 268 jours en 2020. Il n'est obligé de fermer qu'une petite partie de la saison en comparaison avec les autres parcs. En cette année, il ouvre une nouvelle attraction et crée le jardin d'hiver Warme Winter Weide. Le parc est resté en contact avec son public, a proposé du contenu en ligne, notamment une vue en drone d'Efteling en pleine floraison ainsi qu'une visite virtuelle à travers le bois des Contes de fées[89],[90].

Hormis les récompenses ci-dessus, Efteling a reçu de nombreux prix mineurs, tels les Loopy Awards,, les Diamond Theme Park Awards,,, les European Star Awards, ainsi que les Zoover Award,.

#### Chronologie des innovations
Efteling est également reconnu pour ses innovations dans le domaine des loisirs. Ci-dessous se trouvent des innovations du parc classées par année :

Logo du parc de 2002 à 2006.

- 1978 : ouverture le 10 mai 1978 du Spookslot (Le Château Hanté en français), une maison hantée fantastique dotée d’animatroniques qui est le plus grand château hanté d’Europe[100] jusqu'à l’ouverture du Phantom Manor à Disneyland Paris en 1992. Il est à noter que Spookslot est un walkthrough alors que Phantom Manor est un train fantôme. « Le Château Hanté » reste donc toujours une performance dans sa catégorie propre.
- 1981 : ouverture le 12 avril 1981 du Python, les plus grandes montagnes russes sur le continent européen à l’époque[101]. Le Python possède quatre inversions[k], ce qui était très spectaculaire en 1981. En effet, les toutes premières montagnes russes possédant quatre inversions datent de l’année précédente. Il s'agit de Carolina Cyclone à Carowinds en Caroline du Nord, États-Unis[102].
- 1982 : ouverture du bateau à bascule De Halve Maen. C'est le plus grand navire-balançoire au monde. À ce titre, il acquiert une reconnaissance dans le livre Guinness des records[103].
- 1983 : ouverture de la rivière rapide en bouées Piraña le 18 mai 1983. Celle-ci est le premier parcours de ce type à avoir été installé en Europe[104]
- 1984 : ouverture de Carnaval Festival. À l’ouverture, l’attraction est le plus grand spectacle de poupées d’Europe[105].
- 1985 : ouverture du Bobbaan le 4 avril 1985. Il est le plus rapide bobsleigh coaster d’Europe avec La Trace du Hourra au parc Astérix. Le Circuit de Bob est le premier parcours de bobsleigh dans un parc d’attractions construit en Europe. Ce modèle est unique en son genre sur ce continent et les trois autres exemplaires n'existent qu'aux États-Unis[106].
- 1986 : ouverture de Fata Morgana. Cette attraction est un des premiers parcours scénique modernes du Benelux.
- 1991 : ouverture du Pegasus le 1er juillet 1991. Ce furent les premières montagnes russes en bois du Benelux[107].
- 1992 : ouverture de l’Efteling Hotel. Innovation dans le domaine des parcs d’attractions européens[108], Efteling ouvre son propre hôtel la même année que le complexe Disneyland Paris, calqué sur les autres domaines Disney au monde.
- 1993 : ouverture de Droomvlucht. Le soin apporté pour la création des attractions s'affine encore. D’ailleurs, Droomvlucht est considéré entre autres par l’American Coaster Enthusiasts — association américaine de spécialistes et amateurs des parcs d’attractions — comme le meilleur dark ride au monde[109].
- 1996 : ouverture de la Villa Volta. Elle est la première Mad House moderne au monde[l]. La Villa Volta est considérée par certains comme la meilleure mad house qu'il soit[110] et fut de plus récompensée[111].
- 1999 : ouverture du parc en hiver pour le Winter Efteling. Hormis Disneyland Paris qui fonctionne avec les normes américaines, Efteling est le premier parc d’attractions en Europe à ouvrir dans un esprit hivernal.
- 2007 : ouverture du Vliegende Hollander le 1er avril 2007. Ce circuit de montagnes russes aquatiques est unique au monde en son genre[112].
- 2010 : ouverture de Joris en de Draak le 1er juillet 2010. L’attraction est la seule de type montagnes russes en bois à double voie dans la partie centrale et nordique de l’Europe. En effet, le seul autre modèle ayant ces caractéristiques se trouve à PortAventura Park, Espagne[113]. De plus, le parc ouvre dorénavant toute l’année. À l’exception de Disneyland Paris basé sur un fonctionnement américain, il est le premier parc d’attractions européen en plein air à ouvrir 365 jours par an. Lancement de l’application d’Apple à télécharger sur son téléphone mobile. Elle fournit diverses informations[114].
- 2011 : animation utilisant la technique de vidéo mapping sur la façade de la Villa Volta, du Vliegende Hollander et du Spookslot[115],[116].
- 2012 : ouverture d'Aquanura, le plus grand spectacle aquatique sons et lumières d’Europe et troisième mondialement. Le constructeur est WET Design[28],[117],[118].
- 2015 : ouverture de Baron 1898, les premières montagnes russes du constructeur Bolliger & Mabillard au Benelux[119],[120]. De type machine plongeante, cette attraction d'un montant de 18 millions d’euros présente une thématique poussée[121],[122],[123].
- 2017 : ouverture de Symbolica, parcours scénique proposant trois itinéraires différents composé de onze scènes. Développée par l'entreprise spécialisée World of Waw de Saint-Nicolas en Belgique, l'application de réalité augmentée Jokie en Jet invite le visiteur à jouer dans la file d'attente de Carnaval Festival[124].

## Le domaine
En tant que complexe de loisirs, Efteling comprend un parc d’attractions, un terrain de golf, un théâtre, deux hôtels et deux parcs de vacances pour un total de 3 144 lits, une station de radio et des séries animées créées pour la télévision,.
La Maison des cinq sens, porte d’accès au parc à thèmes dont la silhouette tourmentée — due à Ton van de Ven — se voit de loin, se dresse depuis 1996. Depuis la saison 2010, Efteling ouvre toute l’année,. Il est donc le deuxième parc d’Europe à ouvrir annuellement. Le parc est ouvert l’hiver depuis 1999. Pendant cette période, les visiteurs peuvent découvrir des attractions et spectacles hivernaux supplémentaires. En haute saison, de nombreux spectacles de rue se déroulent aux quatre coins du parc d’attractions. Le public désigne Efteling comme ayant le meilleur rapport qualité / prix en 2010. Il est même devenu un but d’excursion pour différentes agences de voyages.
Depuis 2000, le parc est divisé en plusieurs « Royaumes » :
- - le Royaume de la fantaisie (Fantasierijk) ;
  - le Royaume de la magie (Marerijk),
  - le Royaume de l’étrange (Anderrijk),
  - le Royaume de l’aventure (Reizenrijk),
  - le Royaume déchaîné (Ruigrijk),

Le domaine propose diverses infrastructures en dehors du parc :
- - l'Hôtel Efteling
  - le Royaume des bois (Bosrijk).
  - le Loonsche Land.
  - l'Efteling Golfpark
  - la Villa Pardoes

### Le Royaume de la fantaisie (Het Fantasierijk)

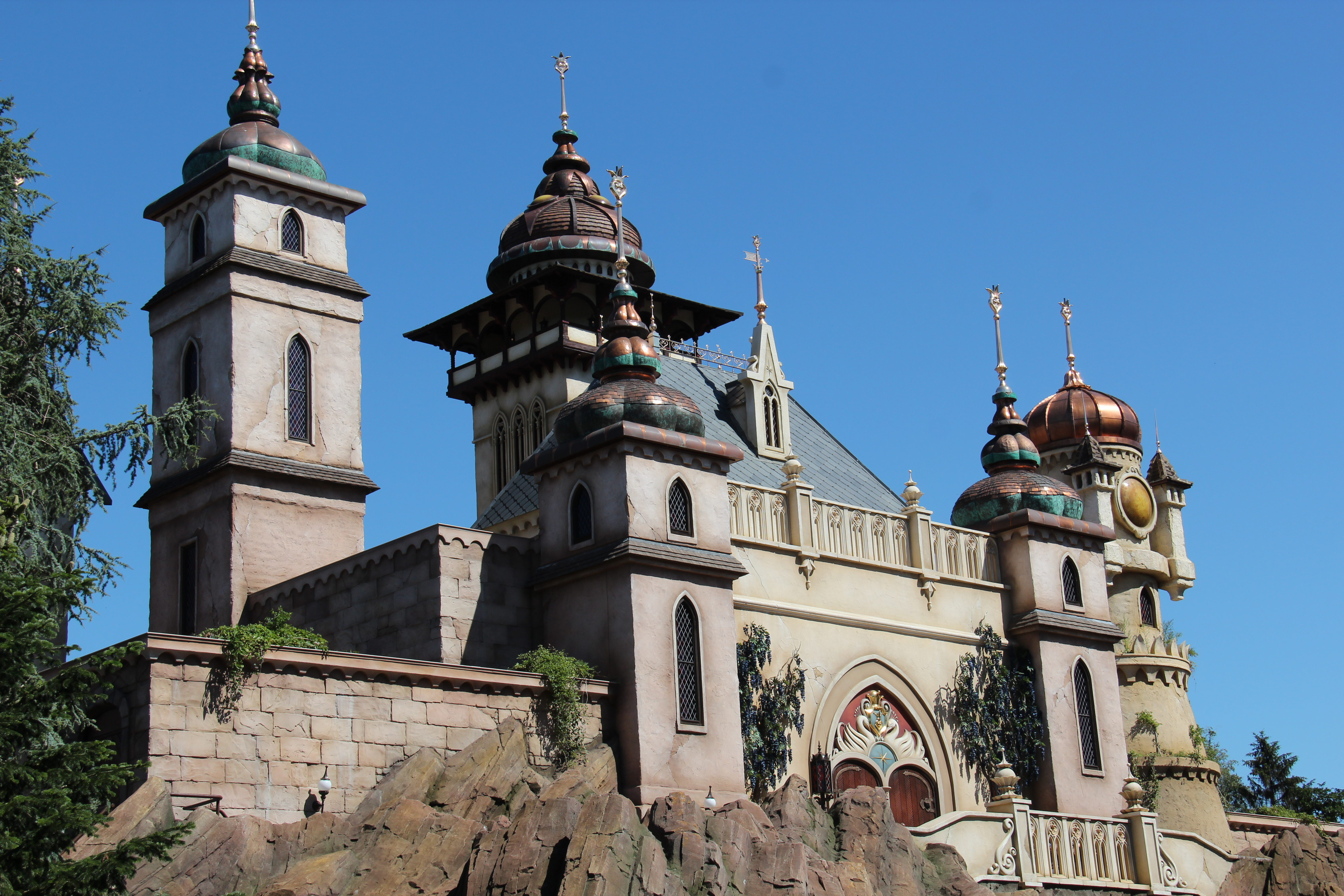
Symbolica.

Le Royaume de la fantaisie est la partie du parc située de l’entrée jusqu'à l'attraction Symbolica. Elle représente l'introduction du visiteur extérieur au sein du parc en employant un thème fantastique. La première réalisation qui se dresse aux yeux du public est la Maison des cinq sens (Huis van de Vijf Zintuigen – 1996). Cette dernière est l’entrée officielle du parc dont la silhouette tourmentée, due à Ton van de Ven, se voit de loin. Plusieurs services y sont rassemblés tels chenil, parking gardé pour vélos, location de fauteuils roulants ou de poussettes, toilettes, distributeur d’argent, boutique souvenir, cabine téléphonique, comptoir d’informations, souvenir express. La Maison des cinq sens abrite également le studio de la radio Efteling. Après le passage des tourniquets, le théâtre Efteling (Efteling Theater – 2003) est situé à la droite des visiteurs. Indépendant du parc d’attractions, il dispose d’une salle de théâtre de 1 200 places assises, d’un foyer et d’un restaurant-théâtre.
Le théâtre Efteling est le cinquième plus grand théâtre des Pays-Bas. Les spectateurs y admirent : tours de magie, comédies musicales, pièces inspirées des contes de fées, spectacles acrobatiques,. En vis-à-vis de la Maison des cinq sens s'étend une large pièce d'eau. Aquanura prend place sur celle-ci dénommée l’Étang merveilleux. Aquanura est le plus grand spectacle aquatique sons et lumières d'Europe (2012),. Pour cheminer jusqu'au cœur d'Efteling, il faut emprunter la Promenade Pardoes (Pardoespromenade – 2000). Cette grande allée de 270 m. agrémentée de bassins et de massifs végétaux prolonge l’entrée et aboutit au centre du parc, d’où l’on peut rayonner dans toutes les parties du parc. La statue-horloge de Pardoes, le coffre au trésor géant et animé ainsi qu'un tableau récapitulatif des temps d’attente aux attractions sont disposés le long de la promenade menant à Symbolica (2017). Ce parcours scénique fantastique inspiré de l'univers fictionnel de la mascotte Pardoes est située au centre d'Efteling.

### Le Royaume de la magie (Het Marerijk)

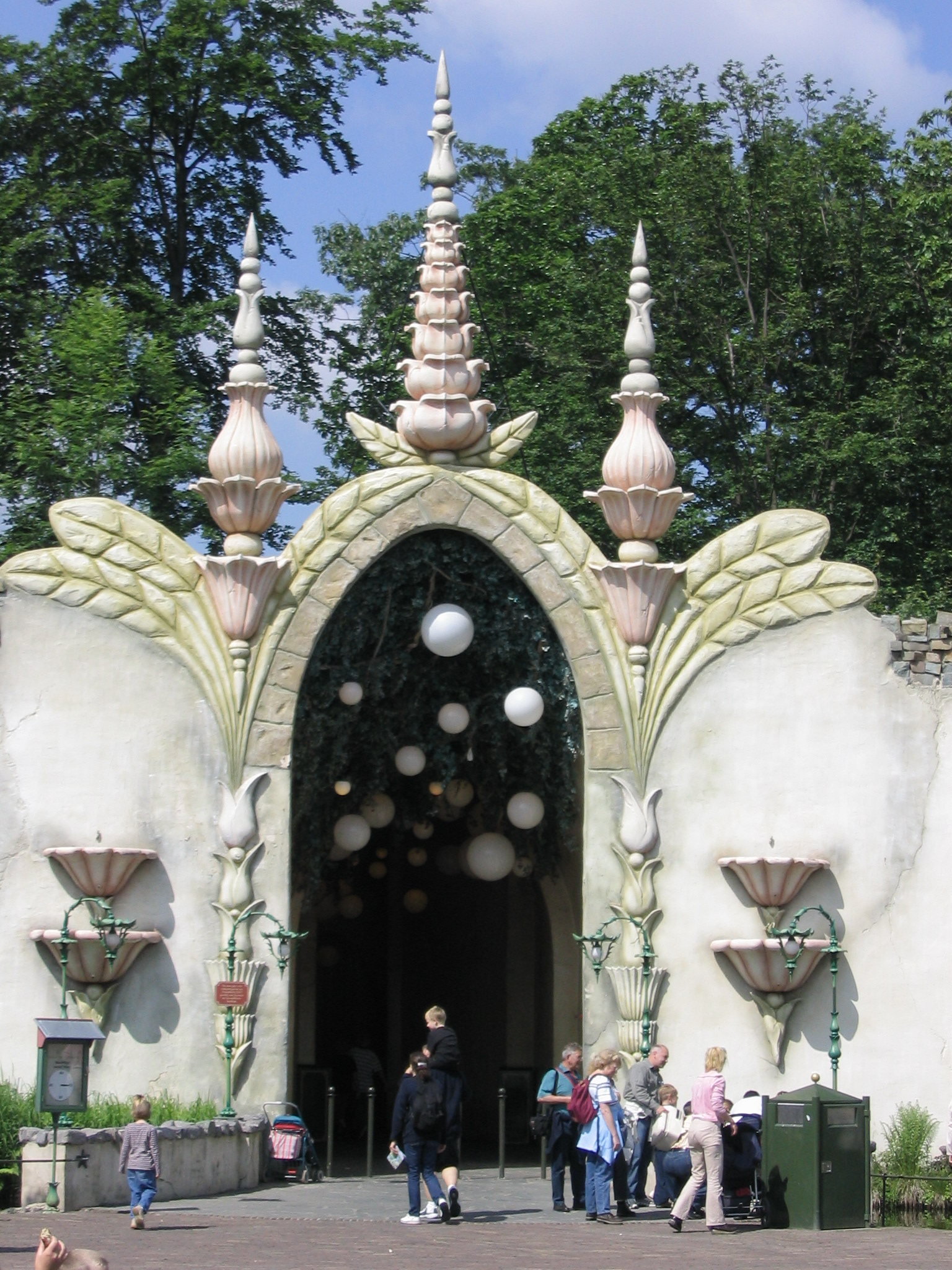
L’entrée de Droomvlucht.

Encore appelé Royaume magique, le Royaume de la magie se trouve dans la partie occidentale du parc. Cette partie est celle des contes de fées, des créatures fantastiques et de la nostalgie. Jusqu'à la fin des années 1990, cette partie d’Efteling s'appelait Westerpark.
Le chemin d’accès du Royaume de la magie est le premier situé à la gauche du visiteur lorsque celui-ci débouche sur l’esplanade centrale, face à Symbolica. Le sentier s'enfonce dans le bois et mène au Palais du Carrousel (Carrouselpaleis) dont l’entrée secondaire se situe sur la droite. Derrière celle-ci se trouve le monde miniature du Diorama (1971). De l’autre côté du sentier, les six hectares du Bois des Contes (Sprookjesbos – 1952) se présentent au promeneur via son portique quelques mètres plus loin. Berceau d’Efteling, plus de trente contes y sont illustrés. Au sein de ce bois, le Théâtre en plein air du bois des contes (Openluchttheater Sprookjesbos – 1998) est la scène de plusieurs représentations basées sur les contes de fées.
En s'approchant de l’entrée principale du Palais du Carrousel, le couvert végétal se fait plus clairsemé. Le Carrousel à vapeur (Stoomcarrousel – 1956) se situe derrière la façade ouvragée du palais du plus pur style 1900. Celui-ci doit son nom à la première attraction, un authentique carrousel de 1895 doté d’un orgue Gavioli original, d’une locomotive à vapeur et de sculptures réalisées par l’artiste flamand De Vos. Anton Pieck y serait monté dessus étant enfant. L’Orgue hydraulique (Waterorgel – 1966 à 2010) était une composition de jeux d’eau. Il ferme afin d'y installer un studio d'enregistrement d'Efteling media.
L’allée se prolonge, traverse la ligne de chemin de fer et passe sous l’arche qui entoure la place Saint-Nicolas. Derrière cette place, la Plaine Ton van de Ven est l’intersection de quatre attractions. Le Train à vapeur (Stoomtrein – 1968) et sa gare (1974) sont à gauche. En face, le Vol de rêve (Droomvlucht – 1993) est considéré par - entre autres - l’American Coaster Enthusiasts comme le meilleur parcours scénique au monde qui le qualifie de « diamant » (« gem »). À droite de la plaine, la Villa Volta (1996) est le premier exemplaire de Mad House. Elle est également considérée par certains comme la meilleure Mad House qu'il soit. Ces deux réalisations sont le fruit de la main du créatif Ton van de Ven. Entre les deux, le Ravelin (Raveleijn – 2011) constitue un complexe de services mais surtout une arène de spectacles médiévaux. Elle met en scène joutes et scénographie poussée basées sur un conte de l’auteur Paul van Loon (nl).
En direction de l’est, la Joie des enfants (Kindervreugd – 2007) est une plaine de jeux nostalgique située entre la Villa Volta et le peuple des Lavanors (Volk van Laaf – 1990). Ce dernier est le village de curieux lutins que le promeneur visite à pieds ou grâce à un monorail. Enfin, à l’extrême est du Royaume de la Magie, se présentent les Carrousels Anton Pieckplein (1954 et 2003). Différents types de carrousels sont localisés sur la place qui rend hommage au père fondateur du parc. Dans ce périmètre, des points de restauration, des représentations de contes et le musée Efteling (Efteling Museum – 2003) ont également pris place. L’histoire d'Efteling est retracée dans ce musée via dessins, moulages, éléments d’attractions disparues, etc.

### Le Royaume de l'étrange (Het Anderrijk)

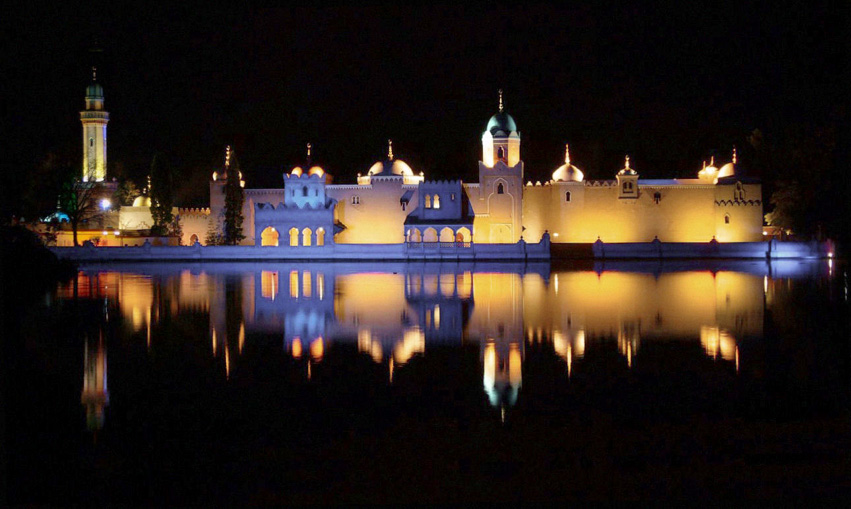
Fata Morgana de nuit.

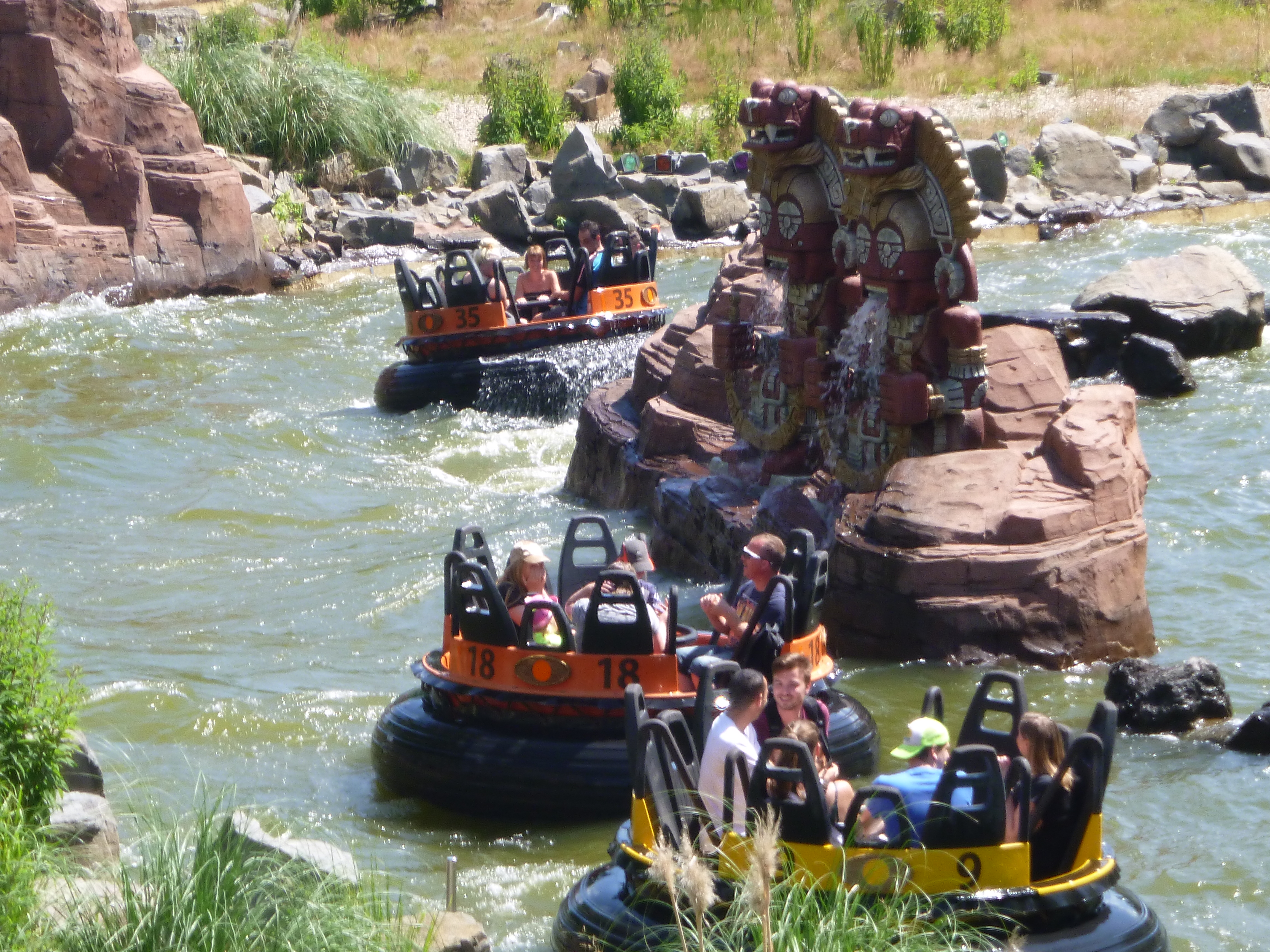
Les embarcations de Piraña.

Encore appelé Royaume alternatif, le Royaume de l’étrange occupe la partie méridionale du parc, celle des mondes parallèles et mystérieux. Jusqu'à la fin des années 1990, cette partie d’Efteling s'appelait Zuiderpark.
Le chemin d’accès du Royaume de l’aventure est le premier situé à la droite du visiteur lorsque celui-ci débouche sur l’esplanade centrale. Le sentier le mène à Danse macabre (2024). Le Château hanté (Spookslot) se situe de 1978 à 2022 sur cette parcelle. Il s'agit alors d' un walking dark ride à l’atmosphère pesante.
Au-delà de Danse macabre, le promeneur découvre une petite place qui donne accès au cinéma 4-D Fabula (2002). Le film est issu d'une collaboration avec le studio Aardman Animations. Cette petite place est également accessible via la Pardoespromenade, la grande allée du parc.
Derrière Danse macabre et au bout du chemin d’accès du Royaume de l’aventure, se situe sur la gauche Piraña (1983). Il est le tout premier River Rapids Ride d’Europe. Ce parcours de bouées est fermé durant le Winter Efteling hivernal.
En direction du sud, se présente Max & Moritz dès 2020. Il s'agit de montagnes russes E-Powered à double voie. Cette attraction remplace le circuit de Bob (Bobbaan – 1985-2019). Ces montagnes russes, modèle unique en son genre en Europe, furent le premier parcours de bobsleigh dans un parc d’attractions construit en Europe. Le Marché bavarois (Beiersemarkt – 2000) est installé tous les hivers. Ce marché existe uniquement pendant le Winter Efteling hivernal. Le parcours scénique aquatique orientalisant inspiré des Mille et Une Nuits, Fata Morgana (1986), est située à l’extrême sud-ouest d’Efteling.

### Le Royaume de l'aventure (Het Reizenrijk)

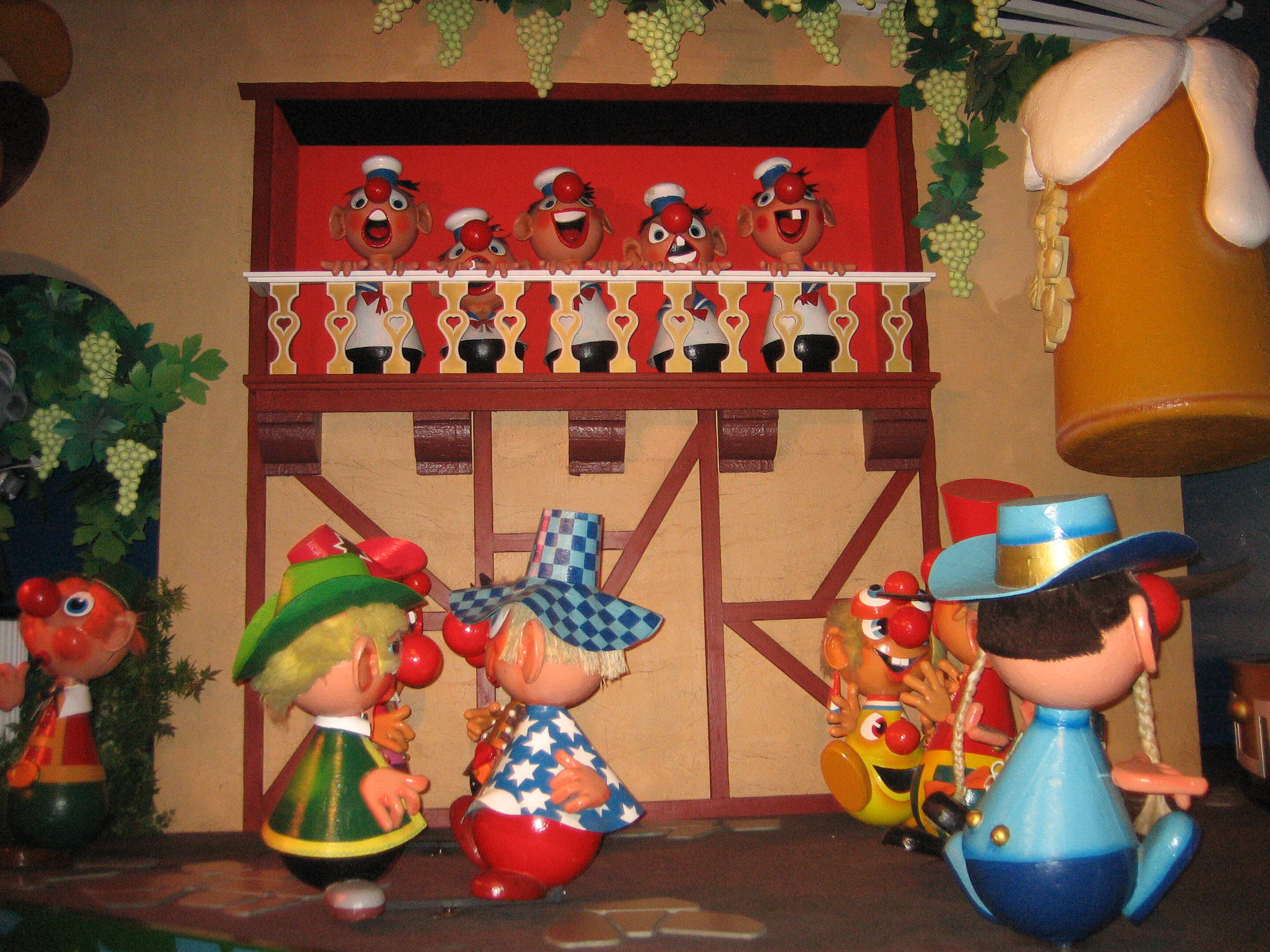
Carnaval Festival.

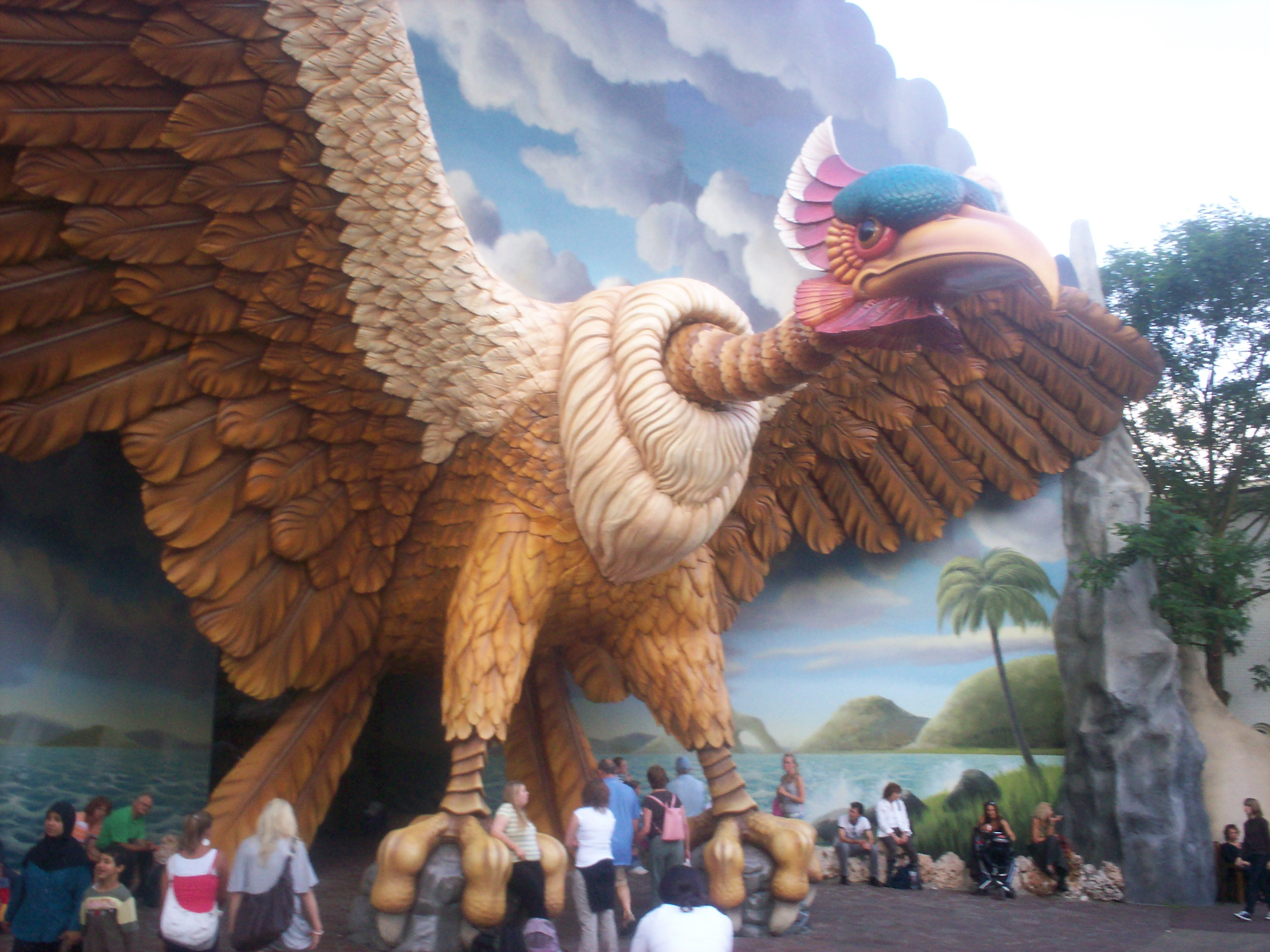
Entrée du Vogel Rok.

Encore appelé Royaume du voyage, le Royaume de l’aventure se trouve dans la partie septentrionale du parc. Cette partie est celle des voyages : autour du monde, dans les airs, dans le noir ou sur l’eau. Jusqu'à la fin des années 1990, cette partie d’Efteling s'appelait Noorderpark.
Le chemin d’accès du Royaume de l’aventure est situé à l'arrière de Symbolica et s'éloigne de celle-ci vers la gauche. Le sentier débouche directement sur le Lac ornemental (Siervijver). Bordant ce dernier, se présente la plateforme d’embarquement de la Gondoletta (1981). Cette attraction est une promenade dans une embarcation couverte, sur le grand lac bordé de végétation. Juste en face, le promeneur peut observer la Pagode (1987). Tel une soucoupe volante, le temple thaïlandais s’élève lentement à 45 m de hauteur et offre une vue à 360° sur le parc. Le chemin se poursuit le long de la rive du Lac ornemental, enjambe la voie de chemin de fer du Stoomtrein et longe la plaine de jeux aquatiques Archipel (2022, anciennement le Labyrinthe de l’aventure - Avonturen Doolhof de 1995 à 2021).
Sirocco (1988) est la première attraction accessible sur l’agora au bout du chemin. Celle-ci en dénombre trois. Sirocco est un manège du type « tasses à café » où les visiteurs sont installés dans des bateaux marchands représentant les voyages commerciaux de Sinbad le marin. Derrière ce manège et le long du sentier qui amène au Royaume de la magie (Het Marerijk), le Palais de glace (IJs Paleis – 1999) est une patinoire de 1 200 m2 couverte pour tous. Cet espace comprend également le Pays des rêves hivernaux des enfants (Kinder Winter Wonderland – 1999). Celui-ci est pensé spécialement pour les enfants et dispose de toboggans de neige et de bonshommes de neige. Elle est une des attractions uniquement accessible pendant le Winter Efteling hivernal. Carnaval Festival (1984) est un amusant tour du monde des pays en fête, scénarisé en parcours scénique par l’auteur de films d’animation Joop Geesink (nl), père spirituel de Loeki. La dernière attraction permanente située sur cette agora est Vogel Rok (1998). Tel Sinbad le marin, le passager parcourt un circuit de montagnes russes qui se fait dans le noir complet au milieu d’effets lumineux, entièrement accompagné par une musique de Ruud Bos.
En direction de l’ouest et sur le chemin du Royaume Déchaîné (Het Ruigrijk), le Jardin des bambins (Kleuterhof – 1994) est une aire de jeux colorée qui jouxte le complexe de restauration Kashba.

### Le Royaume déchaîné (Het Ruigrijk)

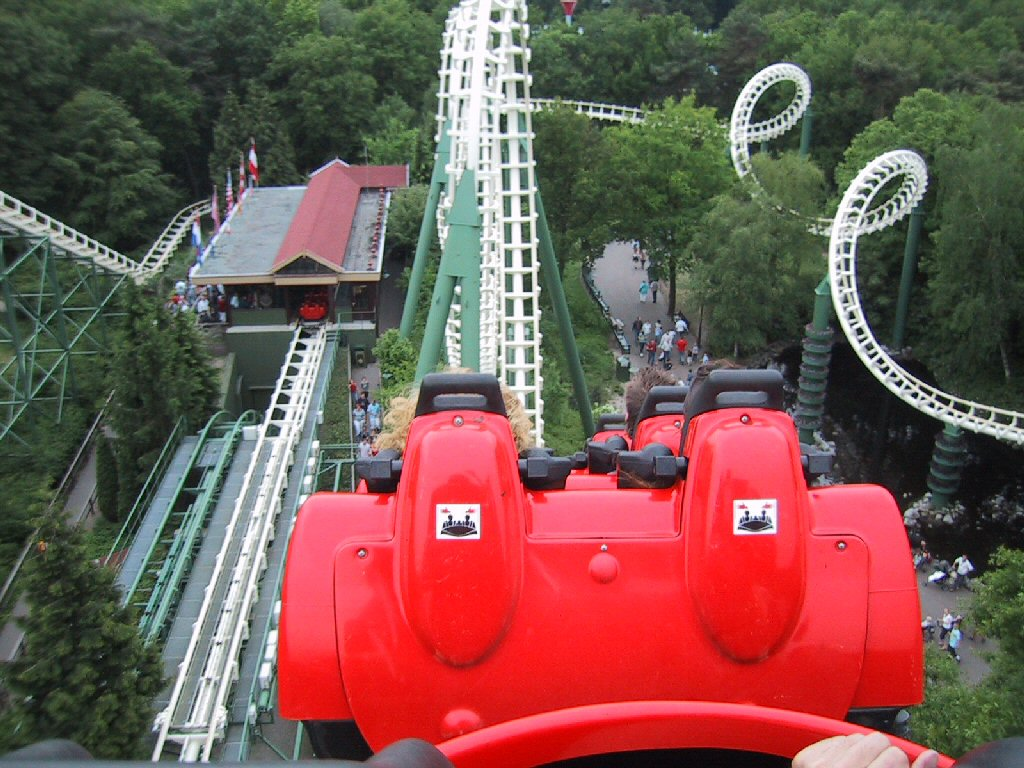
À bord du Python.

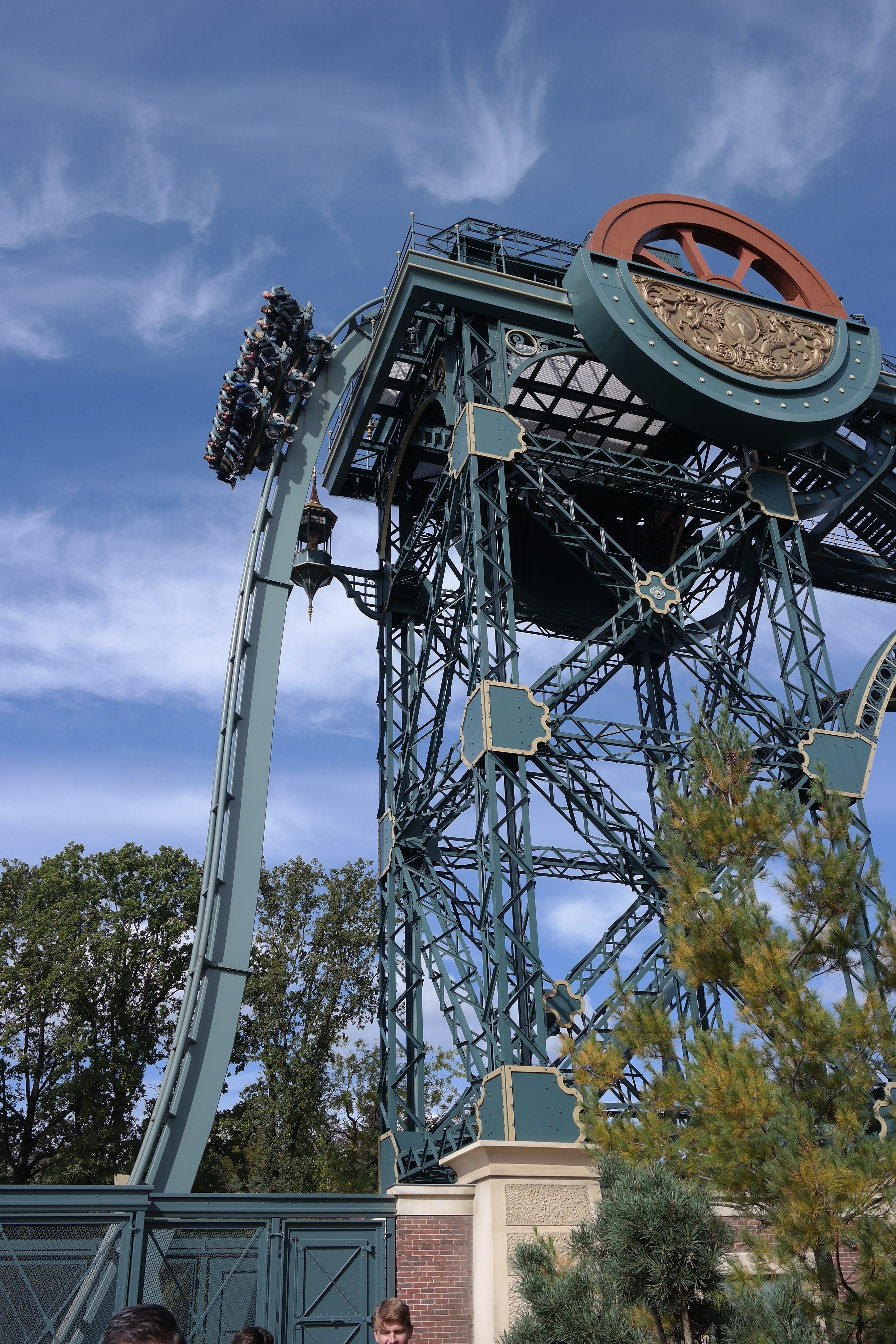
Le Baron 1898.

Encore appelé Royaume sauvage, le Royaume déchaîné se trouve dans la partie orientale du parc. Cette partie est celle des sensations mais on y trouve bien sûr des attractions pour les petits et les familles. Jusqu'à la fin des années 1990, cette partie d’Efteling s'appelait Oosterpark. En décembre 2005, le Royaume déchaîné est ouvert pour la première fois au cours du Winter Efteling hivernal.
Le chemin d’accès du Royaume déchaîné est situé à l'arrière de Symbolica. Il débute par un pont menant au sentier qui traverse l’île principale du Lac ornemental (Siervijver). Le promeneur y observe plusieurs grandes pierres faisant référence à Stonehenge ainsi que la source de souhait (Wensbron) avant de pénétrer réellement dans le Royaume Déchaîné sur l’autre rive. C'est à cet emplacement qu'il peut rejoindre le Chemin de fer des enfants (Kinderspoor – 1954) situé à sa gauche le long de la rive. C’est l’attraction anciennement nommée Traptreintjes, qui déménage du Royaume de la magie en 2000. De petites locomotives à pédales évoluent dans une Hollande miniature. La Piste de ski de fond du cerf haletant (Langlaufbaan 't Hijgend Hert – 2002) prend sa place durant le Winter Efteling hivernal. Petits et grands peuvent traverser un paysage enneigé en ski.
Par contre, droit devant le promeneur est localisé la Game Gallery (1981). Celle-ci regroupe de nombreuses baraques de jeux couvertes dans l’esprit des fêtes foraines. Ensuite, une agora propose plusieurs attractions, des parterres fleuris ainsi que quelques kiosques. Face au visiteur se dresse la Gare de l’Est (Station de Oost) qui propose la Société des Trains à Vapeur d’Efteling (Efteling Stoomtrein Maatschappij – 1984). Le parcours en train du Stoomtrein forme une boucle en 1984 et une gare sort de terre dans le Royaume déchaîné. En 2009, une nouvelle gare remplace l’ancienne. D’un style colonial nostalgique, la gare de l’Est et ses 2 500 m2 accueillent les 500 places de 4 restaurants et snacks. Au centre de l’agora se trouve de 1984 à 2020 Polka Marina. Ce manège est un type de carrousel avec des bateaux de la famille des Music Express.
Sur la gauche, la Demi-lune (Halve Maen – 1982) est un grand galion-balançoire — inspiré d’un authentique bateau de la compagnie néerlandaise des Indes orientales — qui procure des sensations fortes. Dans le livre Guinness des records, il est référencé comme plus grand galion-balançoire au monde. Durant l’hiver, il ouvre par une température supérieure à 0 °C. Plus loin encore sur la gauche, les Vieux teuf-teuf (D’Oude Tuffer – 1984) proposent une balade à bord de voitures anciennes. Durant l’hiver, il ouvre également par une température supérieure à 0 °C.
Sur la droite, le terrain de jeux Nest (2021) a la particularité d'avoir été conçu pour être accessible aux personnes handicapées. À l'extrême sud-est, le Python (1981) est un parcours de montagnes russes avec quatre inversions (deux boucles et deux vrilles) ; les plus grandes d’Europe à leur inauguration. Le Python ouvre par une température supérieure à 0 °C durant le Winter Efteling hivernal. Plus loin encore sur la droite, en direction de l'ouest, se dresse le Hollandais Volant (De Vliegende Hollander – 2007). Bordant l’un des trois grands lacs du parc, il est une combinaison ambitieuse d’un parcours de montagnes russes aquatiques et d’un parcours scénique. Il est fermé durant l’hiver. Ce modèle est unique en son genre. Derrière le Hollandais Volant, Baron 1898 (2015) est un circuit de montagnes russes de type machine plongeante sans sol développé par le constructeur Bolliger & Mabillard. De l’autre côté du lac, Georges et le dragon (Joris en de Draak – 2010) sont des montagnes russes en bois à double voie, construites par la société Great Coasters International. Elles sont basées sur la légende de Saint Georges. Le dragon de 10,5 mètres de haut se trouve dans les marécages. Cette attraction remplace le Pegasus. Georges et le dragon ouvrent par une température supérieure à 0 °C durant l’hiver. Le  Pegasus (1991 à 2009) était d’anciennes montagnes russes en bois au charme désuet, construites à la façon des années 1950.

### Hôtel Efteling
L’hôtel Efteling (Efteling Hotel), terminé en 1992, est situé derrière le Vogel Rok. Il dispose de 102 chambres, quatre suites classiques et vingt suites à thème différentes les unes des autres (La Belle au bois dormant, Le Cirque, Cendrillon, Le Petit Chaperon rouge, L'espace royal, l’Arbre des Contes, etc.). Certaines chambres sont adaptées aux personnes à mobilité réduite ainsi qu'aux asthmatiques.
Également appelé le « château volant », l’hôtel quatre étoiles Efteling propose diverses formules : de la chambre standard à la suite pouvant combiner parc, golf, repas, spectacle et nuitée. Il accueille autant les familles que la clientèle d’affaires.
En plus des services communément proposés dans les hôtels, il dispose d’un petit théâtre pour enfants, d’un parking gratuit, d’une salle de jeux, d'une boutique souvenir, souvenir express, d’un restaurant, d’un bar et de cinq salles pour les conférences, réunions d’affaires, formations. Les enfants peuvent y rencontrer les personnages du parc et les clients peuvent y louer des vélos, et commander des fleurs ainsi que du champagne.
En juillet 2008, l’hôtel Efteling accueille son millionième hôte depuis son existence. Entre 2003 et 2011, l’hôtel Efteling est un lieu de mariage officiel pour les couples. L’hôtel fête son centième mariage en 2007. En décembre 2011, la décision est prise de ne plus organiser de mariage à l'hôtel. Leur nombre est en effet passé de quatre-vingt à vingt annuels. Le 1er janvier 2012, la Landhuys au Bosrijk devient le nouveau lieu de célébration de mariage et l'hôtel se recentre sur le tourisme d'affaires.

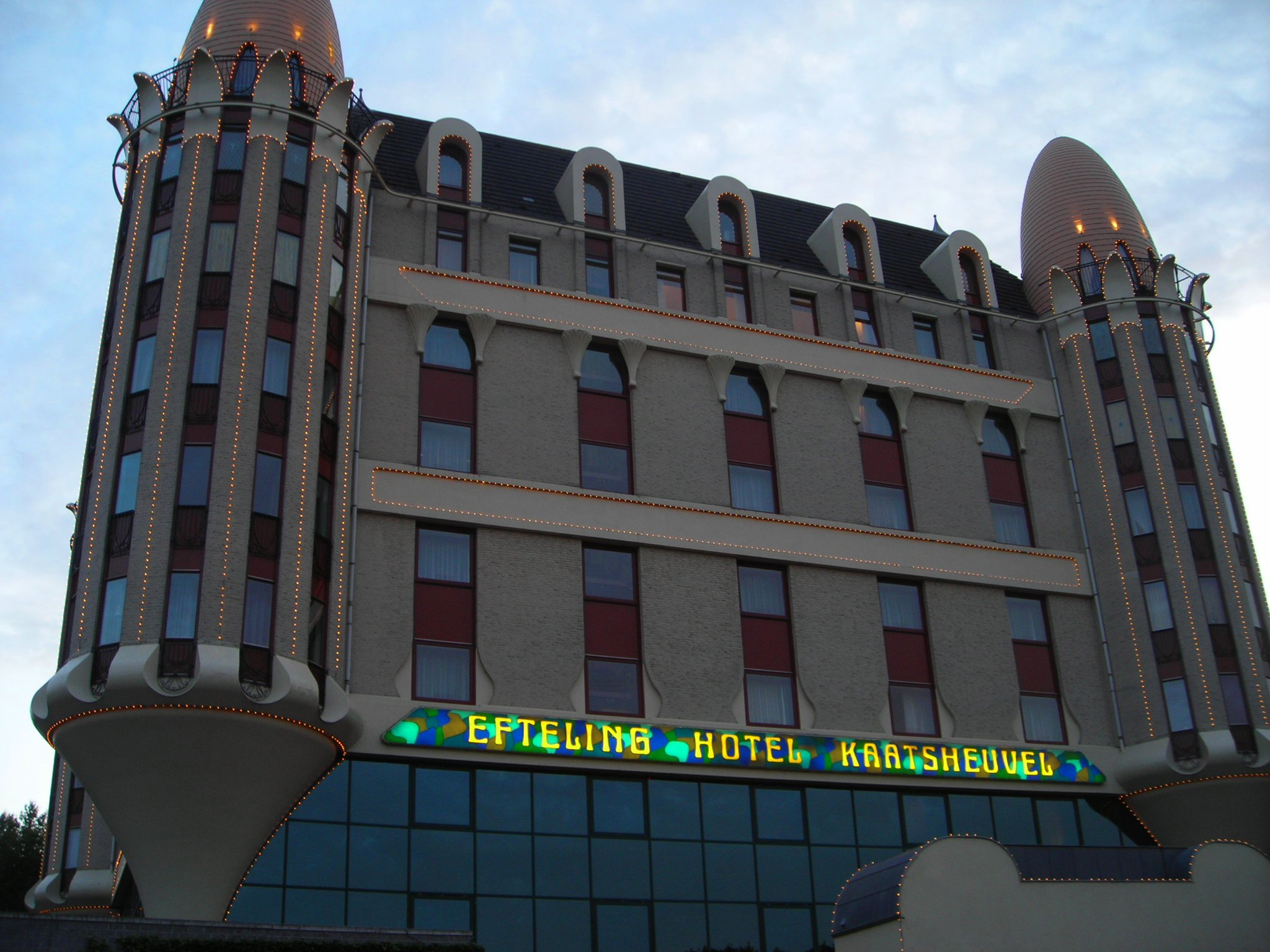
Efteling Hotel
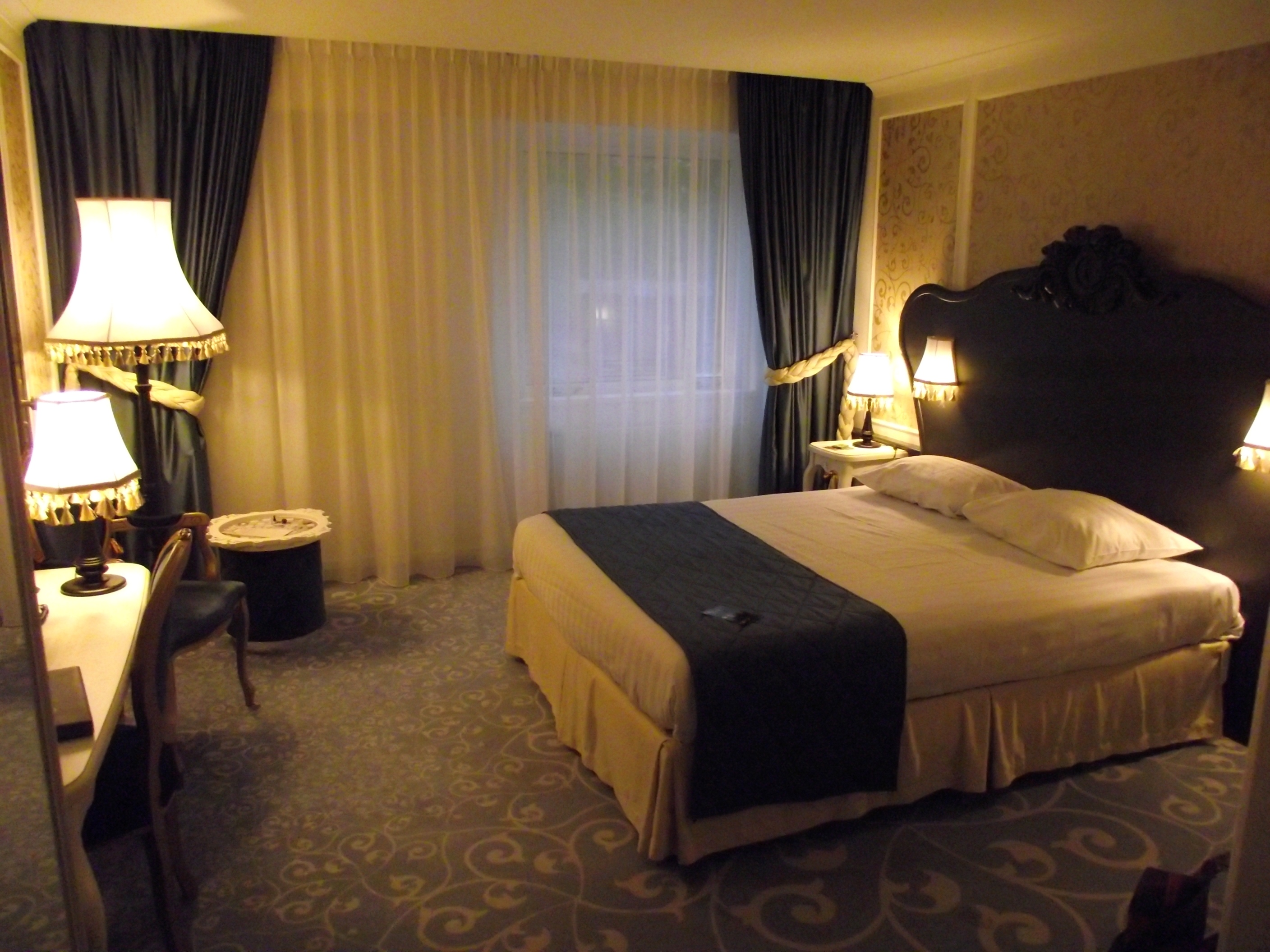
Une chambre de l'hôtel
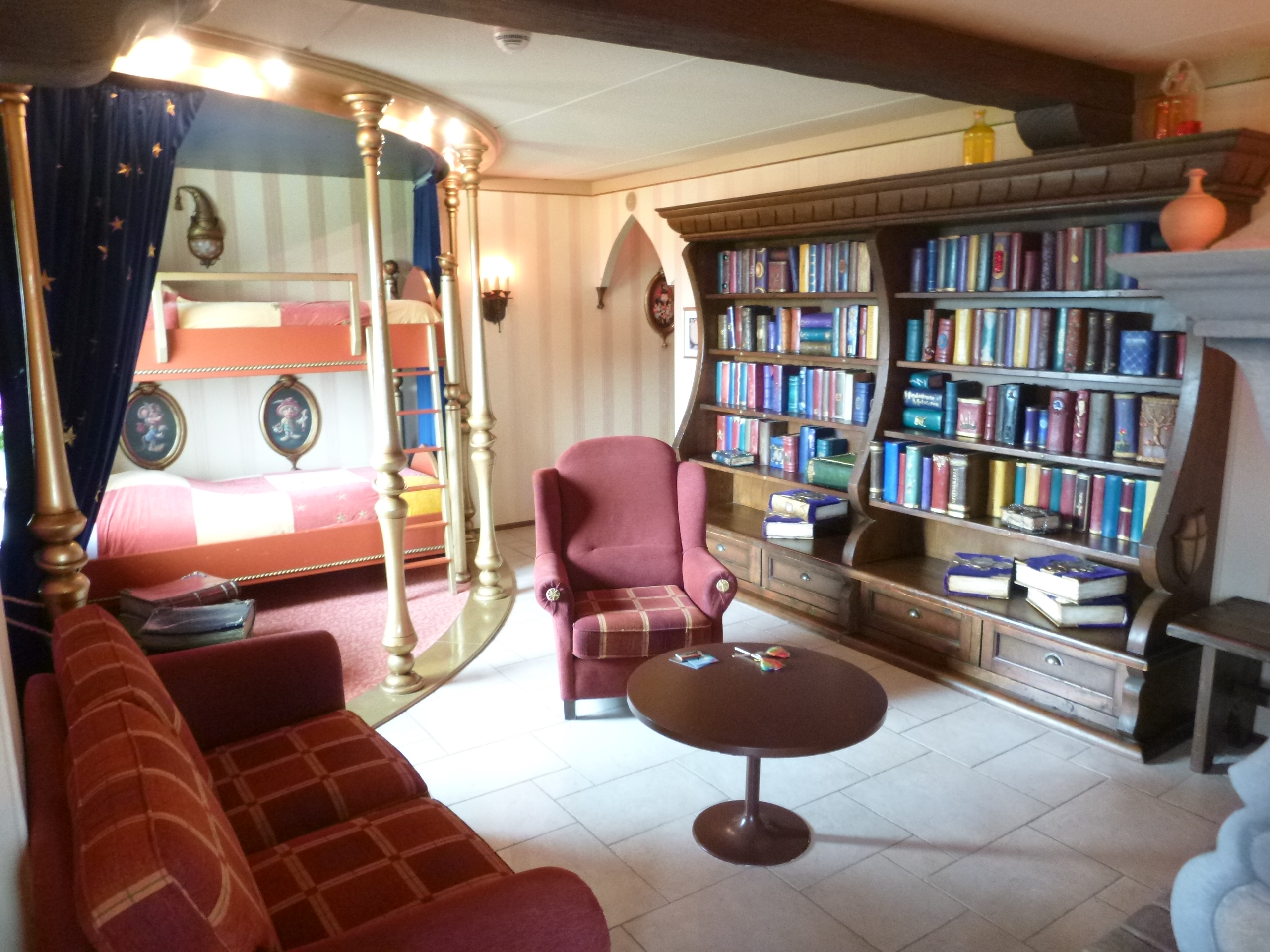
Le salon de la suite Pardoes
Le logo

### Le Royaume des bois (Het Bosrijk)

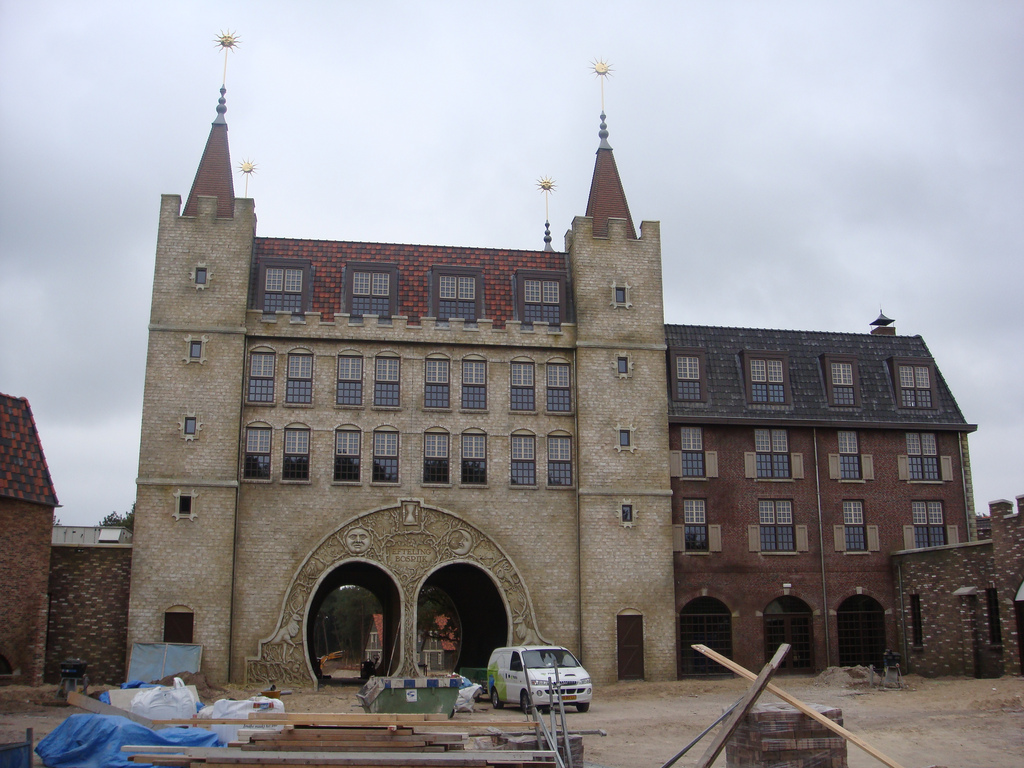
Construction de l’Agora.

Situé à l’extérieur du parc d’attractions, derrière Fata Morgana, le Bosrijk (2009) est un parc de vacances d’une capacité de 1 694 lits sur une superficie de 17 hectares au milieu de la nature où il fait bon se balader sous les arbres ou le long de l’eau,,.
À l’origine, Efteling avait envisagé un projet beaucoup plus vaste de 3 500 lits : Droomrijk (Royaume des rêves). Sous la pression d’un mouvement écologiste, après le retrait de Roompot (nl), partenaire d’Efteling et après une décision négative du Conseil d’État en 2004, ce projet fut annulé malgré l’avancée de son développement,,.
Ce parc est aménagé en 266 maisons Dorpshuysen (les villageoises), Boshuysen (les chaumières) et chambres d'hôtel dans le Landhuys (le manoir) ou Poorthuys (l’agora) pour 4, 6, 8 ou 12 personnes. Ces logements sont répartis dans la forêt, au bord d’un ruisseau, dans un paysage de dunes ou campagnard. Un certain nombre de maisons et de chambres d'hôtel bénéficie d’accommodations VIP mais aussi de dispositions adaptées pour les personnes handicapées ou pour les asthmatiques. Les maisons disposent au minimum d’un salon, une cuisine, une salle de bain, au moins un WC séparé, au minimum deux chambres. Les clients y trouvent le linge de maison nécessaire à leur séjour. Toutes les habitations sont équipées d’une connexion Internet. Les dimensions vont de 40 à 180 m2. Des aménagements supplémentaires sont également disponibles tels que lecteur DVD, terrasse dotée de mobilier de jardin, bain à bulles et d’un sauna extérieur.

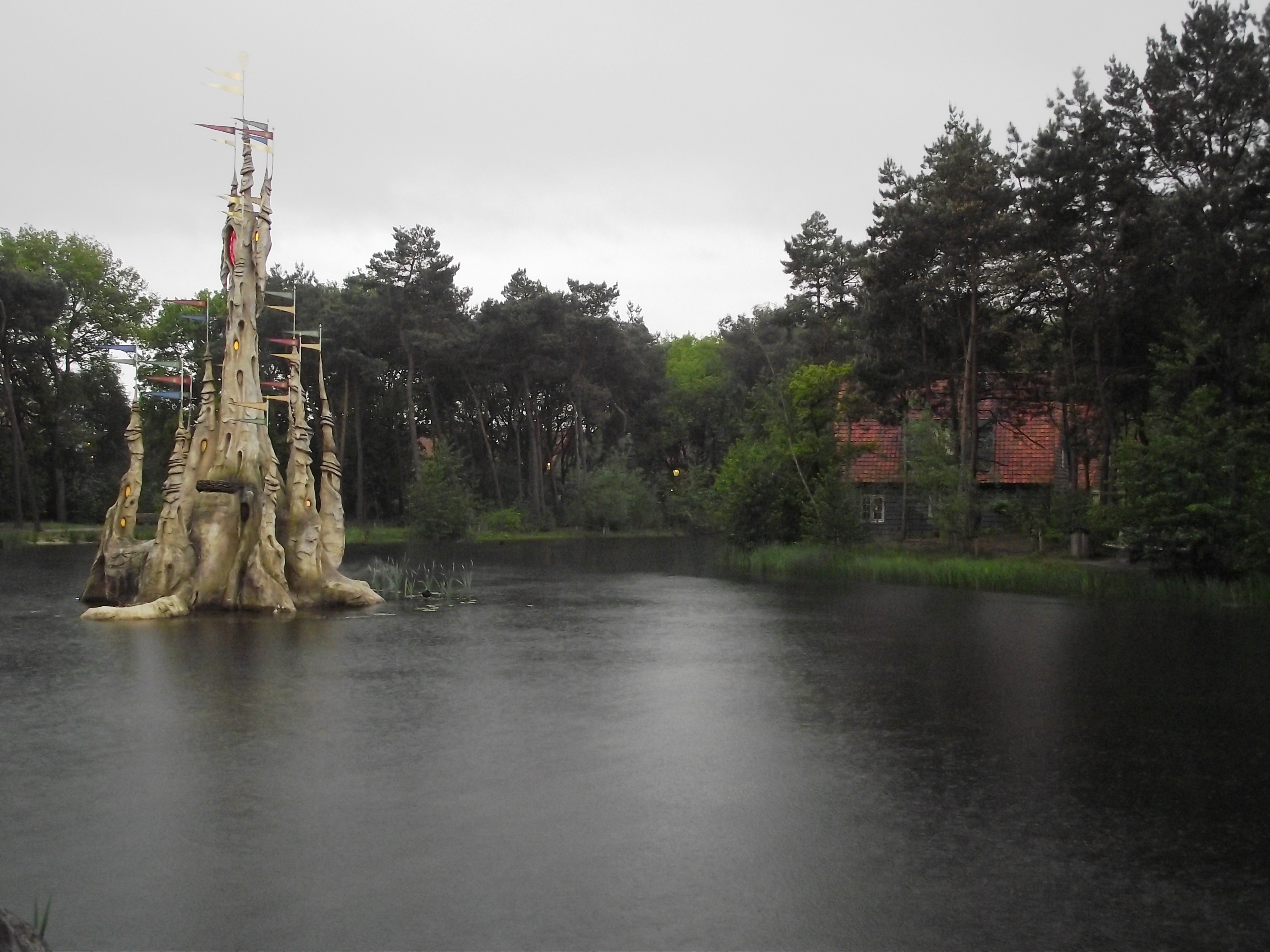
Le château de sable au centre de l'étang.

En plus des services communément proposés dans les hôtels, sont aussi mis à disposition dans le parc un magasin de souvenirs, souvenir express, une réception, un parking gratuit, des plaines de jeux, une Eethuys avec véranda pour se restaurer et un centre aquatique couvert avec petite piscine et pataugeoires.
Certains repas sont organisés dans le parc d’attractions pour les clients de Bosrijk le matin et le soir en compagnie de personnages de contes. Il est possible de louer des vélos, d’avoir des paniers de bienvenue en arrivant sur place ou panier pique-nique ou encore panier de fête (ballons, gâteau).

Logo du parc de vacances.

En tout, cela représente un millier et demi de lits. La clef du domaine se nomme Pass Pardoes, c'est un pass de la forme d’une carte de crédit ou d’une carte bancaire qui donne un accès illimité à Efteling et à toutes les commodités de Bosrijk.
La thématique et le divertissement sont placés sous le signe du Marchand de sable. Celui-ci habite d’ailleurs dans son château - de sable - sur une île située sur le lac de Bosrijk. Ce château s'anime la nuit.
Les premiers invités passent la porte du domaine le 11 décembre 2009. La construction du parc revient à 52 millions d’euros, ce qui représente le plus grand investissement d’Efteling. Le seuil de rentabilité du parc de vacances est atteint lorsque celui-ci affiche un taux d’occupation de 57 %. Il est situé juste derrière le parc et est accessible à pied. Le 10 décembre 2010, après un an d’exploitation, Efteling annonce que le Bosrijk a accueilli plus de 60 000 clients. Lors de l'inauguration, des projets d'extension sont rendus public. Ils sont par la suite modifiés en raison du projet hôtelier Loonsche Land,.
Le 18 avril 2014, la deuxième phase est rendue public avec l'ajout de 400 lits et une ouverture pour l'été 2015,. En juillet 2015, les 51 logements représentants 18 millions d'euros sont mis en service.
La construction de nouveaux logements comprenant 144 lits et leur ouverture pour l'été 2019 sont rendus public en mars 2019. Le 24 juillet 2019, et après une ouverture progressive de ces maisons, les quatre derniers logements sont mis en service.

### Loonsche Land
Le domaine de loisirs continue d'étendre les possibilités d'hébergement. Le Loonsche Land, en bordure de la réserve naturelle homonyme, comprend 75 chambres réparties sur les cinq étages de l'hôtel, vingt chambres d'hôtel à thème situées à l'extérieur de l'hôtel et 65 maisons de vacances. 400 personnes se répartissent dans des chambres de 4, 5 et 6 personnes. De plus, les maisons de vacances dans les dunes, les bois ou les landes pour 4, 6 ou 12 personnes peuvent accueillir jusqu'à 600 personnes. Certaines sont semi enfouies dans le sable ou recouvertes de bruyère. Avec cette expansion, le nombre de lits du complexe atteint les trois mille unités. Sur une superficie d'environ 8 hectares, Loonsche Land se trouve à 15 minutes à pied du parc et ouvre ses portes le 31 mai 2017. La construction de l'ensemble revient à 30 millions d’euros.

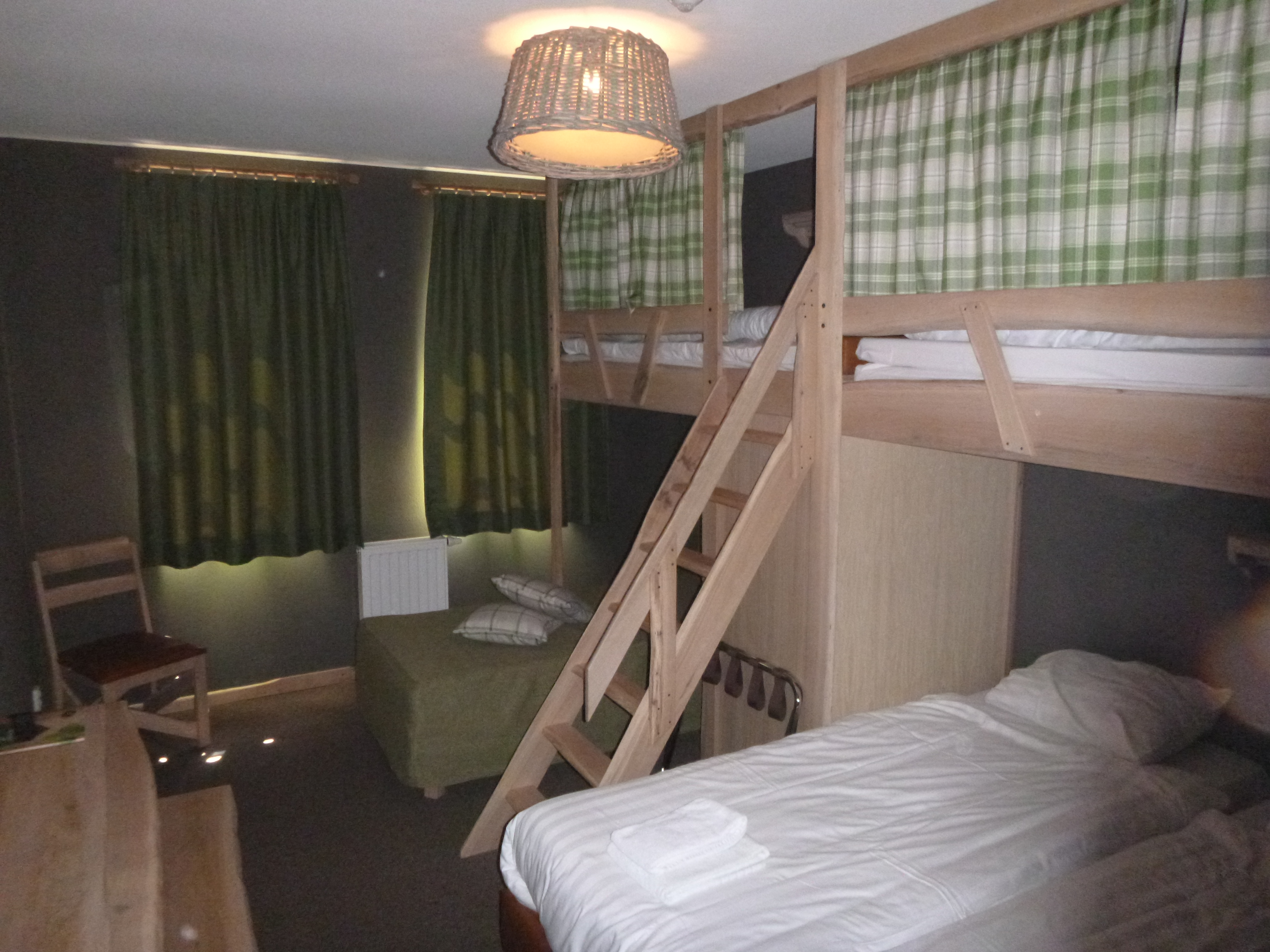
Chambre d'hôtel
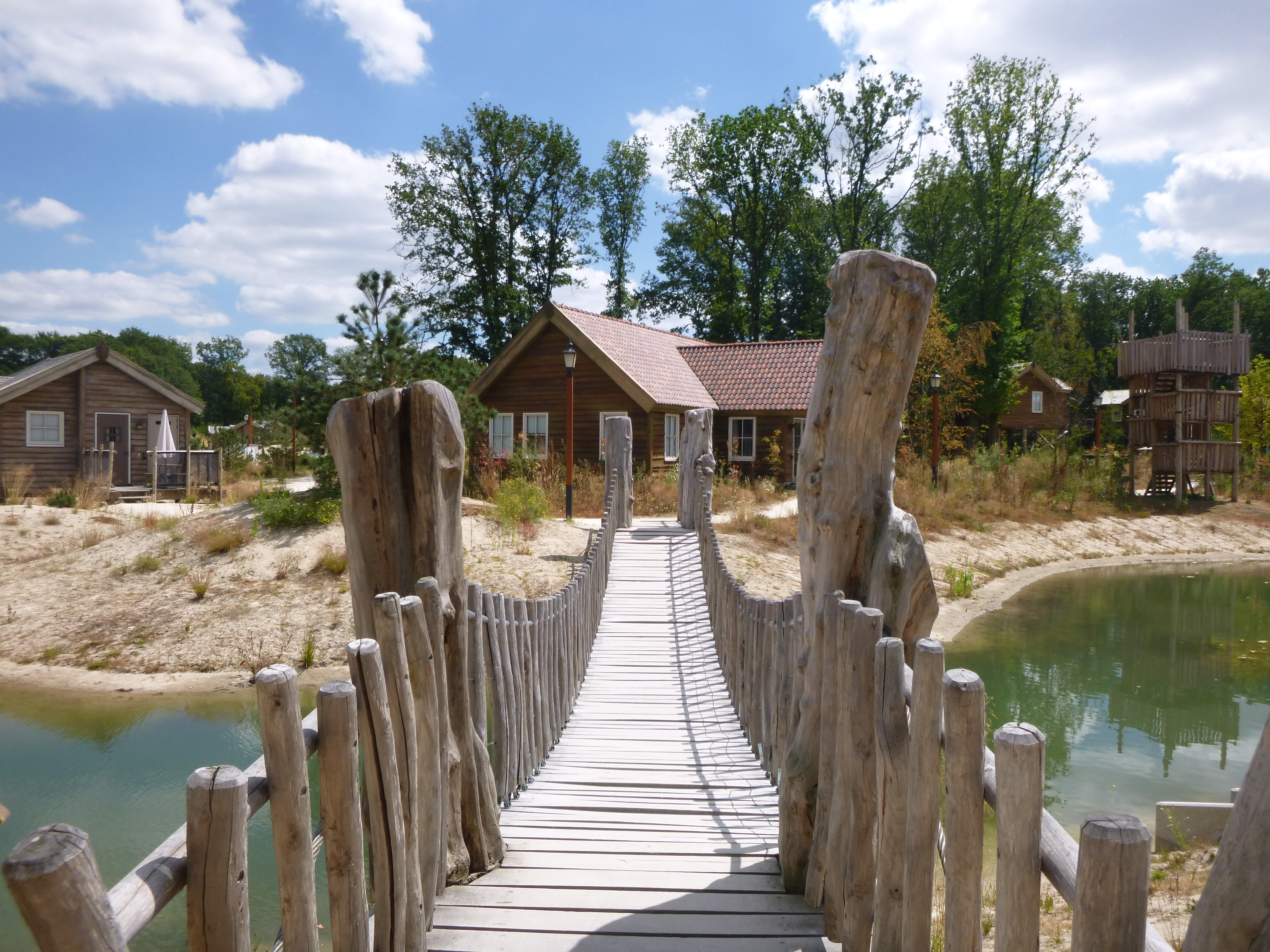
Parc de vacances
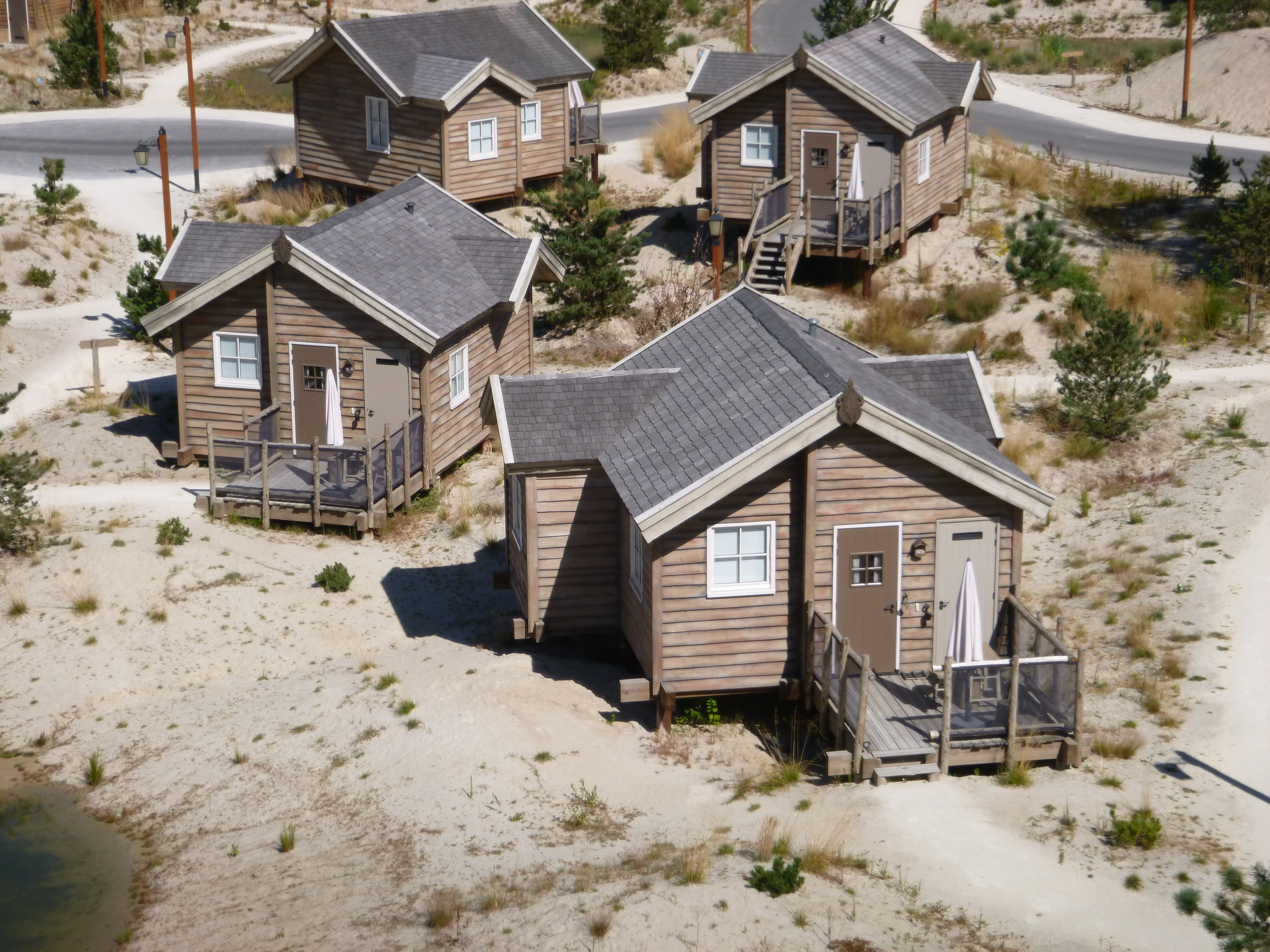
Des maisons des dunes

### Efteling Golfpark
Le terrain de golf Efteling Golfpark, créé en 1995, est situé derrière Fata Morgana et le Bosrijk. Le parcours est conçu par l’architecte anglais Donald Steel & Co. Ouvert le 2 septembre 1995, il fait partie de projets d’extensions d’Efteling depuis les années 1980. Il reçoit tout de suite le statut « A » de la Fédération néerlandaise de golf (NGF). Le golf club se situe entre les réserves naturelles des Loonsche en Drunense Duinen et le domaine Huis ter Heide. Le parcours présente une longueur de 6 256 mètres et couvre 95 hectares. Il est possible de payer un greenfee pour 9 ou 18 trous.
Plus de 60 000 clients foulent ses terrains annuellement et le golf club possède un business club qui regroupe plus de 120 entreprises actives. En 2006, il accueille son 150 000e joueur. Depuis son ouverture, plus d’un demi-million de balles ont été perdues. Réputé pour son emplacement, le Golfpark dispense des cours pour débutants ou golfeurs expérimentés. En plus du parcours de championnat 18 trous, les installations de l’Efteling Golfpark regroupent un terrain d’exercice de 45 emplacements (dont 16 couverts), greens et bunkers d’entraînement en gazon artificiel, deux chipping greens et un parcours d’entraînement par trois, une école de golf intérieure, un Grand Café pouvant accueillir maximum 150 personnes et enfin trois salles de réunions d’une capacité maximale de 200 personnes.
En 2021, la gestion et l'exploitation du terrain de golf sont confiées à de Hollandsche Golfbaan Exploitatiemaatschappij. Le terrain de golf est rebaptisé Golfpark De Loonsche Duinen à cette occasion. Jugée éloignée du domaine d'expertise d'Efteling, cette activité n'est plus rentable. D'une durée de dix ans, le contrat entre en vigueur le 1er janvier.

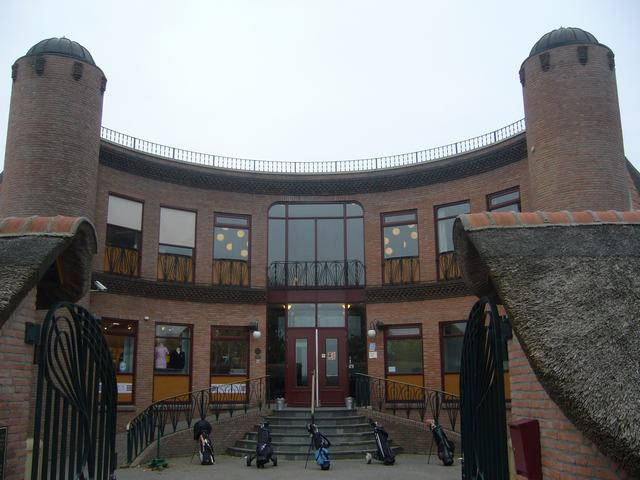
Le Clubhouse du Golfpark
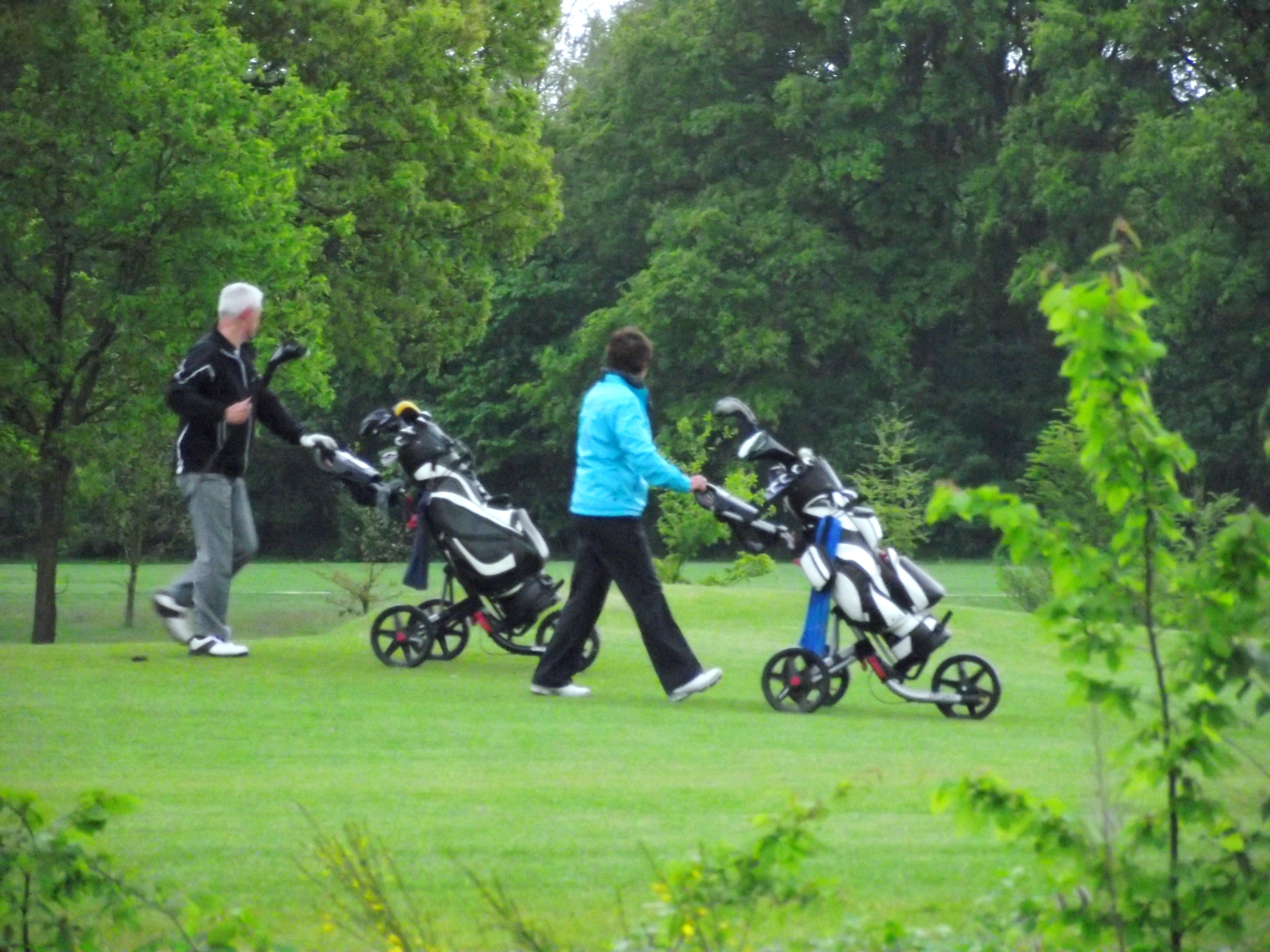
Le golf d'Efteling.
Le logo

### Villa Pardoes
Situé à l’extérieur du parc, derrière Joris en de Draak, ce lieu de séjour est destiné aux enfants gravement malades de 4 à 12 ans et à leur famille. Ils logent gratuitement dans une des huit maisonnettes thématiques pendant une semaine depuis l’ouverture de la villa en 2000. Le concept est basé sur l’organisation Give Kids The World aux États-Unis. Née de l’idée de la Fondation du Parc naturel d’Efteling, la Villa Pardoes Nature Foundation est fondée par Efteling. La collecte des fonds, qui proviennent de dons, et la gestion sont indépendantes. Deux fondations sont créées sur le long terme pour le financement et l’exploitation : la Fondation Villa Pardoes (financement) et la Fondation Villa Pardoes (exploitation). Efteling B.V. est pour l’instant le sponsor structurel de la Villa Pardoes. Un de ses objectifs est le fonctionnement autonome de la Villa. En forme de coquille d’escargot vue du ciel, celle-ci offre les dispositions nécessaires aux séjours médicaux. Les visiteurs ont accès gratuitement pendant leur séjour à de nombreuses attractions à proximité comme au Safaripark Beekse Bergen (en) et à Efteling,.

## Restauration et boutiques

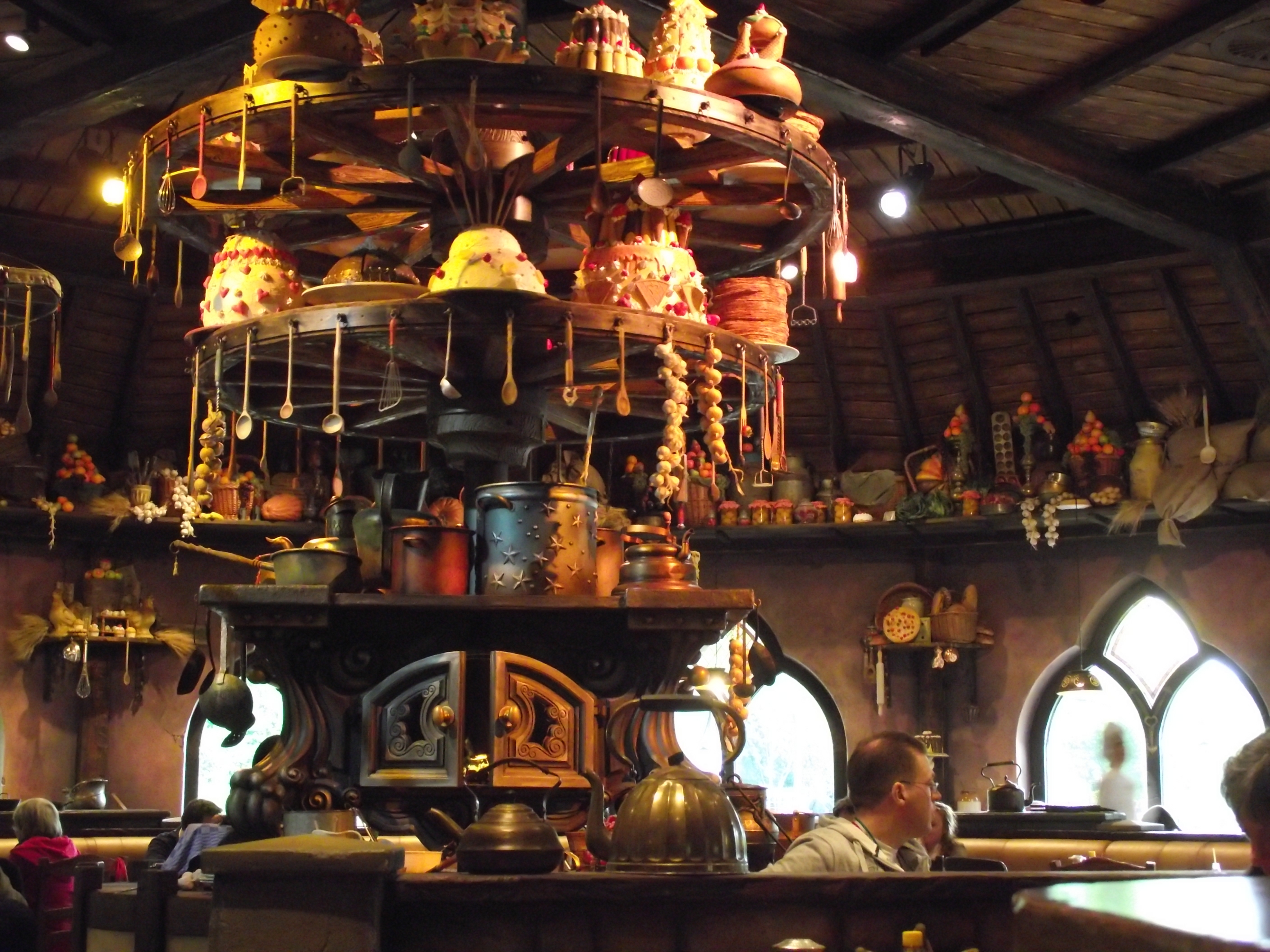
Polles Keuken.

Efteling propose plus de 25 points de restauration. L’éventail des possibilités va du petit snack au restaurant avec service à table en passant par le restaurant avec service au comptoir. Les plats peuvent être latino-américains (Casa Caracol), asiatiques (Toko Pagode), bourguignons — soit du Moyen Âge tardif — (Het Wapen van Raveleijn) ainsi que provenant de la cuisine néerlandaise traditionnelle. Certains commerces proposent des produits bio et végétariens.
Un plan de qualité Horeca (Horeca Kwaliteitsplan) est mis en place début 2010 pour réorganiser et mettre à niveau par étapes et par emplacements la restauration à Efteling. Les mots clés les plus importants dans ce plan sont qualité, variété, fraîcheur, santé et responsabilité. Les premiers points de restauration à bénéficier de cette nouvelle orientation sont Octopus (Wereldkeuken depuis 2019), Station de Oost, Oase, Het Wapen van Raveleijn, Casa Caracol, Toko Pagode et Polles Keuken,. Cette réorientation porte ses fruits car le parc reçoit le 13 janvier 2011 le prix Lekkerste Broodje van Nederland (sandwich le plus savoureux des Pays-Bas), le 18 mai 2011 le prix de l’innovation Horeca Misset, ainsi que le premier Brass Ring Award attribué par Themed Entertainment Association dans la catégorie food & beverage pour Polles Keuken le 13 novembre 2012.
Les menus et décorations de la plupart des restaurants s'accordent au royaume thématique ou à l’attraction auxquels ils sont rattachés. Par exemple, dans le Royaume déchaîné (Ruigrijk) où sont présentes plusieurs attractions maritimes, le poisson est proposé à Meermin (Sirène). Dans toute la zone de la Anton Pieckplein, de nombreux produits de la cuisine néerlandaise y sont vendus, comme des poffertjes, crêpes, barbes à papa, sucres d’orge, bâtons de cannelle, etc.
Le secteur de la restauration dans le Royaume de l’aventure (Reizenrijk) est concentré dans le complexe appelé Kashba (anciennement Panorama. Il se compose de deux parties : un restaurant en libre-service et un espace pour événements. Les restaurants Het Wapen van Raveleijn (les Armes de Raveleijn), ’t Poffertje – tous deux situés dans le Royaume de la magie (Marerijk) – et Polles Keuken sont les trois restaurants à service à table du parc. Les restaurants Witte Paard (le Cheval blanc), dans Marerijk, Wereldkeuken dans Le Royaume de l’étrange (Anderrijk) sont des restaurants en libre-service, tout comme celui situé à Kashba. Périodiquement ouvert, le Restaurant Applaus situé dans le Théâtre Efteling propose une restauration variant d'une année à l'autre.
Outre les restaurants, le parc a également plusieurs boutiques de souvenirs. Dans le bâtiment de l’entrée se trouve la plus grande boutique du parc depuis 1995, Efteldingen. La plupart des boutiques se situent dans Marerijk avec un total de trois magasins. Il existe également différents chariots proposant des souvenirs aux promeneurs. Enfin, Jokies Wereld (Le monde de Jokie) est à côté de Carnaval Festival, Fabula jouxte l'attraction homonyme et le Bazaar se trouve à la sortie de Fata Morgana. De plus, les attractions Symbolica, Droomvlucht, Baron 1898, De Vliegende Hollander, Joris en de Draak, Vogel Rok, Piraña, Python, Fata Morgana et Carnaval Festival sont dotées à la sortie d’un comptoir où les passagers peuvent acheter les photos prises durant le trajet sur lesquelles ils sont représentés. Il est possible de les acheter via internet pour une somme plus modique.
Le secteur Horeca présente en 2013 un chiffre d'affaires de 52 millions d'euros. Il permet au parc de figurer sur la 26e place des plus grands établissements de restauration néerlandais. Par rapport à 2012, alors que l'horeca affichaient 56,1 millions de chiffre d'affaires et une 22e place, Efteling a perdu 7 % en baisse des ventes.

## Événements et festivités

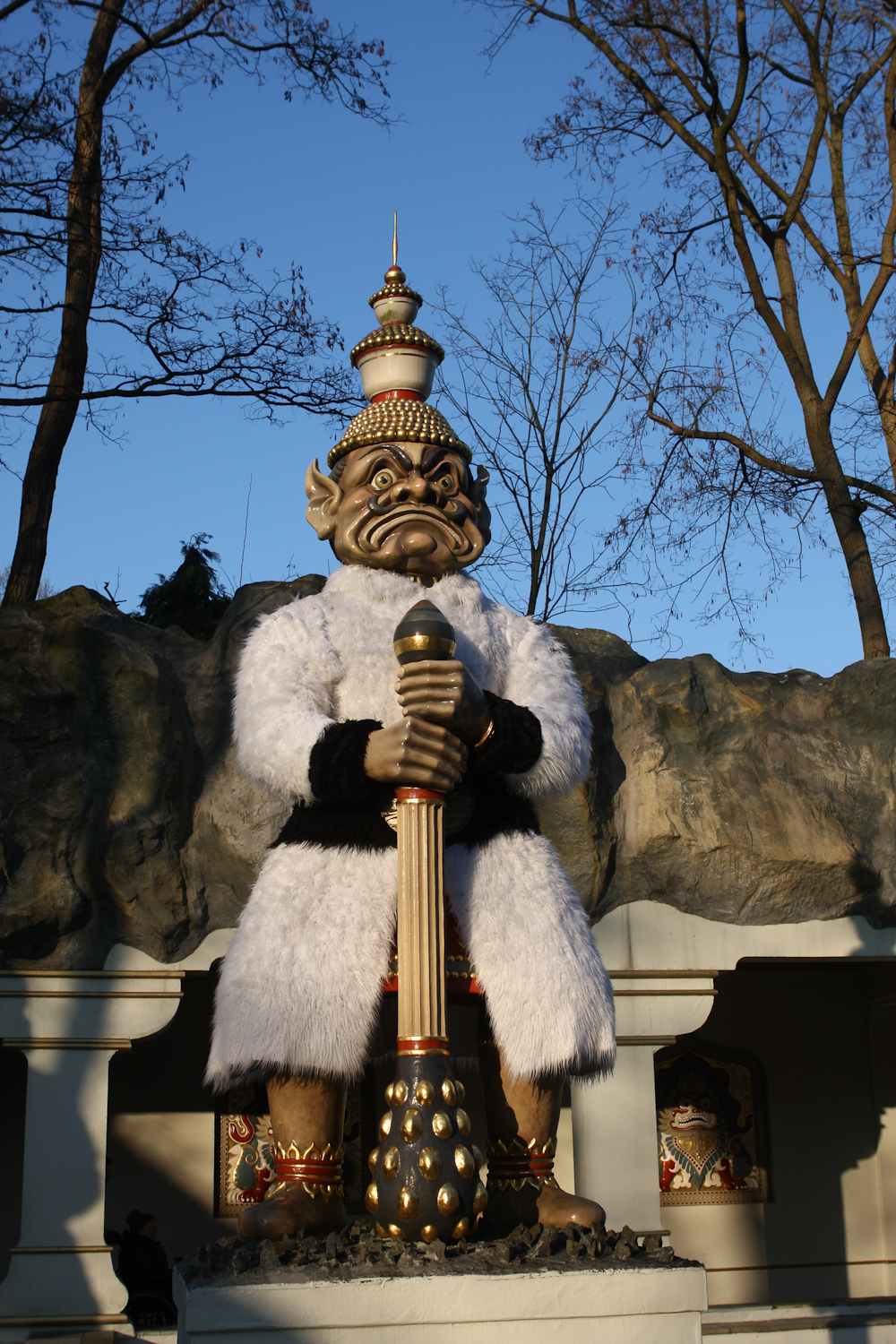
Un gardien des Nénuphars indiens en habit d’hiver.

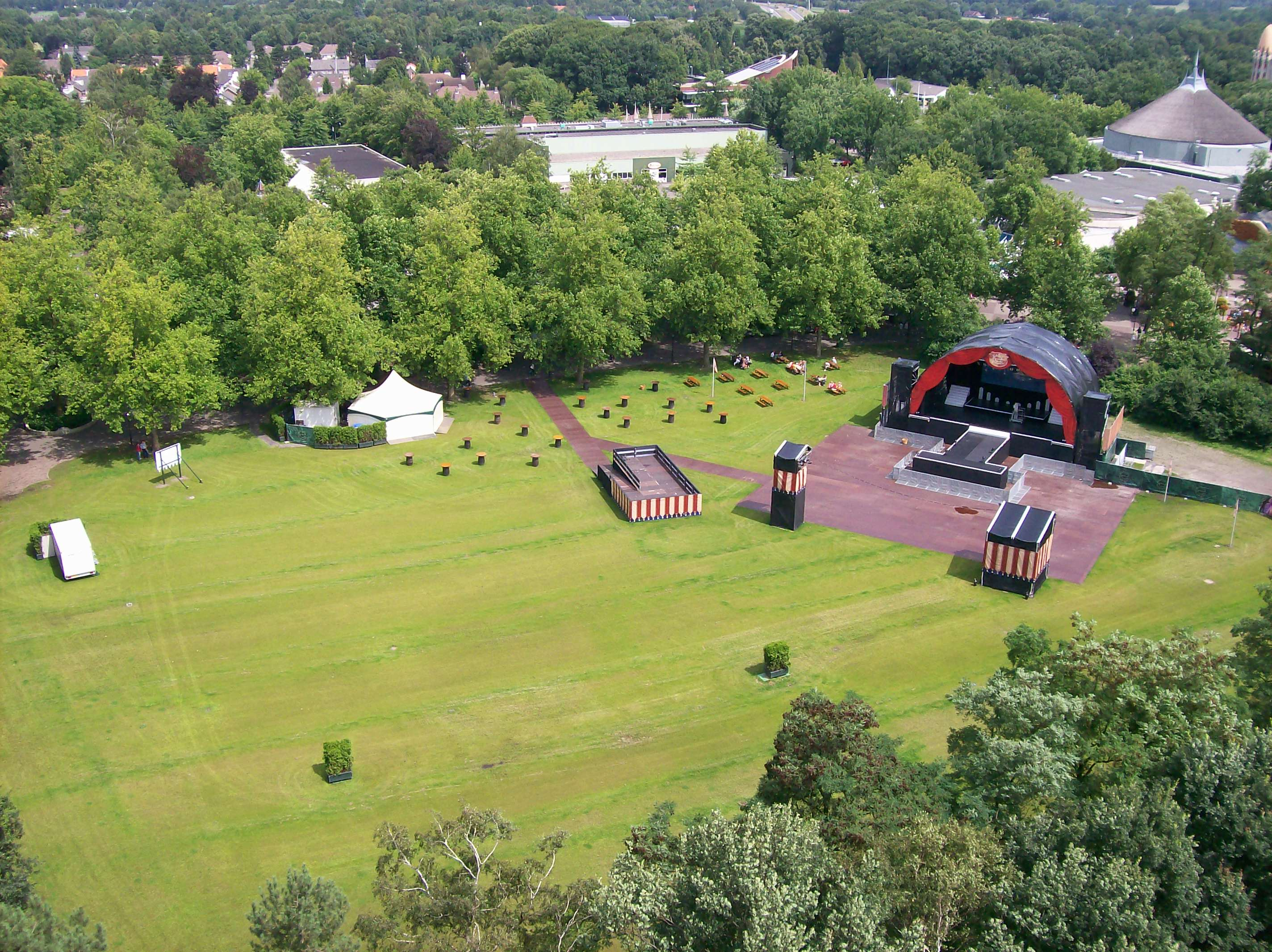
La Speelweide durant l’Été des sept lieues.

Une année à Efteling est constituée de plusieurs événements.
Chaque année, le parc célèbre le Dag van het Sprookje (Journée du conte) le 7 juillet. La première édition a lieu le 7 juillet 2007, date qui peut s'écrire : 07/07/07. Ce jour, plusieurs manifestations « magiques » sont organisées dans le parc. Cette date fût choisie car le chiffre 7 a une forte symbolique dans différentes histoires. Le Loup et les Sept Chevreaux, les Bottes de sept lieues, Blanche-Neige et les sept nains, les sept marraines de La Belle au bois dormant chez Charles Perrault, les sept fils dans le conte Le Petit Poucet ou encore les sept voyages de Sinbad le marin sont autant d’exemples.
Efteling est ouvert tout au long de l’année depuis le 1er avril 2010.
Depuis 1999, Efteling ouvre pour le Winter Efteling hivernal. Durant 21 jours, la première édition hivernale d’Efteling rassemble 188 000 visiteurs. De fin novembre à fin février, le parc s'habille de décorations hivernales, de grands feux de camp crépitent en divers endroits. Le lancement d’une nouvelle comédie musicale est également célébré lors de chaque Winter Efteling. Piraña et De Vliegende Hollander sont alors fermés et les attractions Joris en de Draak, le Python, De Halve Maen et D’Oude Tuffer ouvrent par une température supérieure à 0 °C. En compensation, les promeneurs peuvent s'adonner à différentes activités d’hiver (voir plus haut). De plus, des animations supplémentaires complètent encore l’offre durant cette période. En 2011, le parc ouvre lors de la soirée du réveillon de la Saint-Sylvestre pour la première fois,. En cette année, les visiteurs sont accueillis jusqu'à 1 h alors qu'ils l’étaient jusqu'à 18 h précédemment.
Une période importante sont les grandes vacances en été lorsque les horaires d'ouverture sont élargis en juillet et en août où des spectacles supplémentaires se déroulent au sein du parc. Il ferme alors majoritairement à 22 h. Jusqu'en 2019, Efteling concentrait les journées estivales animées les samedis, aussi parfois les vendredis, avec un grand programme en soirée ce qui avait pour habitude de faire grimper vertigineusement la fréquentation lors de ces soirées. La décision est prise de mieux répartir l'afflux des visiteurs tout au long de l'été. Précédemment se tenait Zeven Mijls Zomer (l’Été des sept lieues) sur une période de sept semaines de 1996 à 2013. Les samedis sont alors les plus animés avec des heures de fermeture parfois programmées à minuit. Cette période est rebaptisée Zeven Pleinen Festijn (le Festival des sept places) de 2011 à 2013, pour souligner la tenue des festivités supplémentaires sur sept places du parc, puis Negen Pleinen Festijn (le Festival des neuf places) jusqu'en 2019 avec l'adjonction de deux autres places. Le succès populaire des samedis est tel qu'il est alors décidé de monter également le même programme les vendredis et de fermer ces jours à 23 h,.
Enfin, le parc propose les « Événements Efteling ». Depuis 1990, le parc est organisateur de fêtes privées ainsi que d’événements pour les entreprises. Deux palettes de propositions existent : pour les groupes de 2 à 99 personnes et pour ceux de 20 à 20 000 personnes. Vingt-cinq sites événementiels attendent les clients dans le parc d’attractions, l’hôtel, le bosrijk, le théâtre et le golf. En 2008, 287 événements ont eu lieu à Efteling, dont six mariages.

« Événements Efteling ».
Winter Efteling hivernal.

## Situation

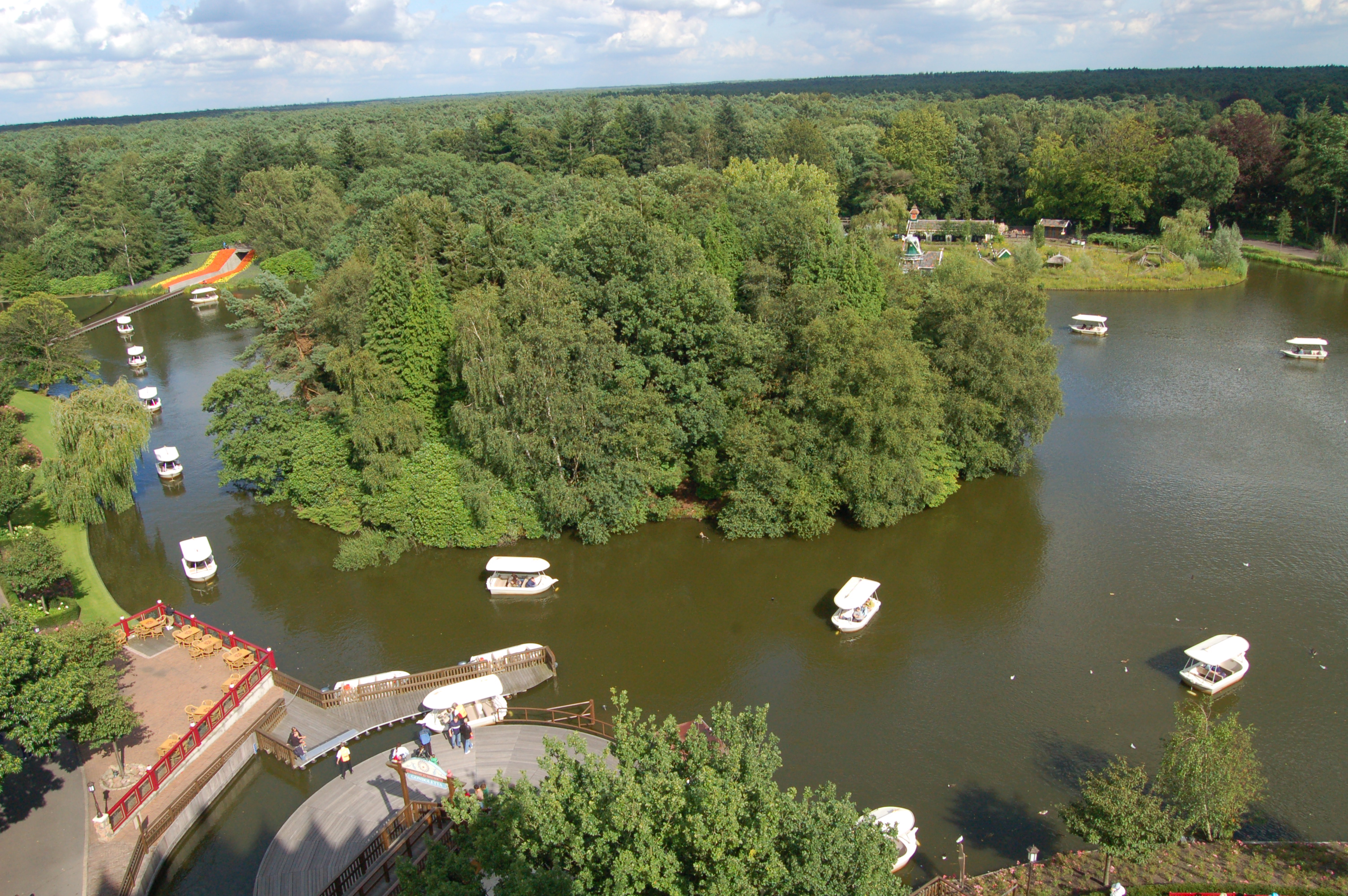
Vue d’un des étangs, le lac ornemental (Siervijver).

### Superficie
En termes de superficie, le parc à thèmes d'Efteling est l’un des plus vastes d’Europe et dépasse les 55 hectares du parc Disneyland en France. En soustrayant les parkings et en comprenant le centre de service public et d’autres zones non accessibles du parc, le parc s'étend sur 72 hectares.
Le public peut accéder à 65 hectares, les 7 restants sont réservés au personnel d’Efteling. La majeure partie du parc est recouverte de bois (environ 30 hectares), de pelouses (5 hectares) et d’eau grâce à ses trois étangs (7 hectares). Les terrassements, routes pavées et petites places représentent environ 12 hectares. À côté de ceci, le parking principal représente 11 hectares. Il faut encore additionner les parkings secondaires, le golf 18 trous (95 hectares), l’hôtel et ses abords, le parc de vacances bosrijk (17 hectares), le Loonsche Land (8 hectares) mais aussi la Villa Pardoes.
Efteling dispose au total d'une superficie de 400 hectares dont environ la moitié est inoccupée.

### Accessibilité
On peut atteindre Efteling par voiture, par vélo — Pays-Bas oblige — ou par autobus. Le parc est situé à Kaatsheuvel sur la Europalaan (Avenue de l’Europe), perpendiculaire à la Midden-Brabantweg N261 (Route du Brabant central). Le parc d’attractions est voisin de la réserve naturelle des Loonsche en Drunense Duinen. Le parc de stationnement, réaménagé en 1993 et régulièrement agrandi depuis, est un des plus grands du Benelux car il peut accueillir jusqu'à 8 000 voitures, 175 bus et 6 000 vélos,. Les cyclistes disposent d’un espace pour vélos sur la droite de l’entrée.
Le parc est facile à atteindre en transports en commun. Il existe des lignes de bus reliant Efteling au départ des gare de Bois-le-Duc (’s-Hertogenbosch Centraal Station) et une autre au départ de Tilburg Centraal Station ou encore les lignes régulières qui relient Bois-le-Duc (’s-Hertogenbosch) et Tilburg. Les villes de Tilburg et Bois-le-Duc sont desservies par le train. La SNCB propose des B-excursions d’un jour vers Efteling. Enfin, d'autres lignes de bus passent dans le voisinage proche du parc.

### Intégration environnementale

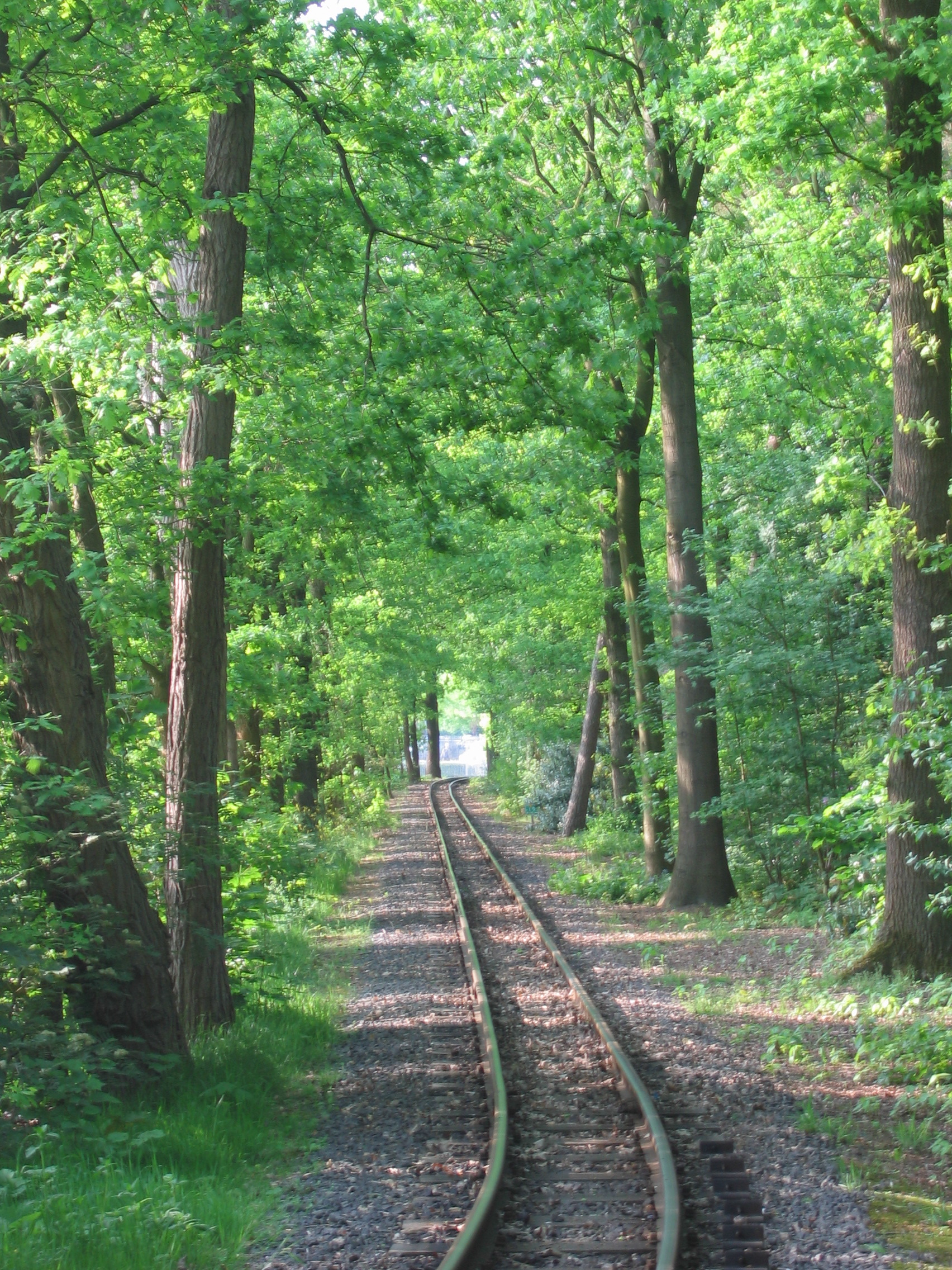
Parcours du chemin de fer en forêt.

Depuis son ouverture, la faune, la flore et l’environnement du domaine tiennent particulièrement à cœur du parc. Efteling accueille en moyenne 700 000 visiteurs par an les premières années d’activité, ce qui représente une montagne de déchets. Holle Bolle Gijs est un bel exemple de la créativité et de l’efficacité d’Efteling face à ce genre de problèmes. Ce glouton cadre parfaitement avec la philosophie de la fondation qui met un point d’honneur à protéger et à améliorer la nature. Holle Bolle Gijs veille à ce que le parc reste propre. Les enfants adorent, en effet, nourrir l’insatiable.
Le système d’approvisionnement en eau au moyen du lagunage en service depuis 1997 est une initiative environnementale qui a prouvé sa valeur ajoutée, tout comme la climatisation via un système de stockage d’énergie. La cogénération assure le chauffage de l’eau du centre aquatique couvert avec petite piscine et pataugeoire du parc de vacances Bosrijk. Depuis 2012, le parc à thèmes ne s’approvisionne plus en eau dans la nappe phréatique pour remplir ses étangs et irriguer le golf club Efteling mais utilise des effluents traités écologiquement en provenance d’une station d'épuration des eaux usées. Annuellement, le parc pompe 385 000 m3 d’effluents revitalisés dans son système d’eau. Il utilise un filtrage réduisant le niveau de phosphate. Le contrôle de l’eutrophisation et de la prolifération des algues est ainsi garanti.
De plus, Efteling apporte une attention toute particulière à la gestion minutieuse du paysage du parc d’attractions et à la stimulation de la faune et de la flore dans le parc, au golf club et dans le parc de vacances Bosrijk. Les abords des Gondolettas en sont un exemple : avant la saison 2007, de grands parterres de fleurs se trouvaient sur les rives du cours d’eau. Ils sont transformés en zone humide comme celles du parc national du Biesbosch pour attirer plus d’espèces d’animaux sauvages. Six îlots boisés sont donc créés le long des rives,. Quelque 150 espèces différentes d’oiseaux d’eau ainsi que de nombreuses espèces de poissons y vivent. L’attraction PandaDroom est créée en 2002 en collaboration avec le WWF et Efteling prolonge cette collaboration en 2010. Le parc reverse une part des revenus de la boutique souvenir Panda au WWF. La fin de cette collaboration est entérinée en 2019 avec l'ouverture de Fabula.
Le parc songe à proposer des visites nature au public. En effet, peu de visiteurs sont conscients du règne animal hébergé au sein du domaine d’après Efteling. Les guides naturalistes experts feront découvrir hiboux, renards, chauve-souris, écureuils, etc. dans tout le domaine. Ce projet est concrétisé en 2017 lorsqu’un partenariat avec IVN (nl) — l'Institut d'éducation à la conservation de la nature — est entériné. Des guides natures IVN propose de manière hebdomadaire des visites guidées à travers la réserve naturelle Het Loonsche Land pour les clients du parc de vacances homonyme.
Lors de l’aménagement du parcours du golf club Efteling en 1995, un plan de gestion et de l’aménagement est mis sur pied en concertation avec la Vlinderstichting. Le golf club fait également partie des huit golfs néerlandais à s’être volontairement proposé pour le projet pilote Commited to Green de la Fédération néerlandaise de golf. Ce projet a pour but d’améliorer la nature sur et autour du parcours de golf. En 2004, le golf club reçoit l’écolabel Commited to Green, en tant que deuxième parcours de golf des Pays-Bas.
Efteling innove en proposant en 2012 plusieurs bornes de recharge pour voitures électriques, et multiplie leur nombre depuis pour en faire la plus grande station de recharge du Benelux en 2021,. Parallèlement et depuis 2017, le nombre de panneaux solaires est en augmentation,.
Le dernier grand projet en date est celui de la réserve naturelle Het Loonsche Land. Le parc de vacances homonyme tire son nom de la réserve et borde cette dernière. Elle est libre d'accès. En coopération avec les monuments naturels et la Brabantse Milieufederatie, Efteling réhabilite depuis 2011 cette réserve naturelle voisine du parc à thèmes ainsi que de ses deux parcs de vacances. L'investissement d'Efteling représente entre 500 000 et un million d'euros. Le but de la restaurer pour qu'elle retrouve les conditions naturelles du milieu du XIXe siècle est dorénavant atteint. Les aménagements s'étalent sur plusieurs années pour ne pas trop perturber la nature. Depuis lors, Efteling gère la zone de manière écologique. Sur cinquante hectares sont répartis des champs et des landes bordés de berges boisées et d'étroits sentiers forestiers. La lande est pâturée par un troupeau de moutons. Des clairières entourées de chênes, des forêts de pins, des points d'eau voisins de bruyères composent ce paysage naturel, qui forme — avec les sites Huis ter Heide et Loonsche en Drunense Duinen adjacents — une vaste réserve naturelle accessible publiquement,.
Les bâtiments du parc de vacances adjacent sont chauffés grâce à leur propre unité de valorisation énergétique de la biomasse. La chaleur générée de manière durable sur le site est utilisée pour chauffer l'eau qui est ensuite acheminée par un système de canalisation vers les différentes habitations,.
Le domaine a pour but d'être climatiquement neutre d'ici 2030.

## Données économiques et opérationnelles
1. Direction
2. Personnel
3. Conversion en Euros
4. Chiffres annuels
5. Produits dérivés
6. Efteling Media

### Direction
Efteling est une Société à responsabilité limitée (SARL) avec Stichting Natuurpark De Efteling (la Fondation Parc Naturel d’Efteling) comme unique actionnaire. Cette fondation est créée en 1950 par R.J.Th. van der Heijden, Peter Reijnders et Anton Pieck. la Fondation Parc Naturel d’Efteling se doit de fournir et d'entretenir les équipements, de gérer les biens immobiliers ainsi que de favoriser le tourisme. Lors de l'assemblée générale annuelle des actionnaires, la fondation doit approuver les comptes annuels, définir le dividende et fournir un rapport au conseil des commissionnaires et à la direction statutaire pour la politique à mener. La Fondation perçoit annuellement 40 % du bénéfice net d'Efteling, cela représente plus de 5 millions € en 2015 ; le bénéfice total est de 13 millions d'euros. La société est dirigée par deux administrateurs, qui sont assistés par un conseil de surveillance. Les administrateurs sont responsables de quatre unités d’affaires : le parc d’attractions, l’hôtel Efteling, le golf club Efteling et le théâtre Efteling.
Le directeur président d’Efteling entre le 1er juin 2008 et le 1er septembre 2013 est Bart de Boer. Il est l'ancien directeur de l'aéroport d'Eindhoven. Il remplace Ronald van der Zijl qui prend alors sa retraite. Celui-ci occupait ce poste depuis le 1er janvier 1997. Son prédécesseur est Paul Beck.
En juin 2013, le conseil de surveillance annonce la séparation d'un commun accord entre Bart de Boer et le site de loisirs. Le complexe entame alors une phase de consolidation dans le but de profiter des bénéfices de la phase de forte croissance et d'expansion réalisée par Bart de Boer,.
Aux côtés de Bart de Boer, Olaf Vugts est le deuxième directeur statutaire, responsable du marketing et du développement. Daan van Baarsen est le directeur des finances et Fons Jurgens est le directeur des opérations. Le directeur de la communication et des relations publiques est Koen Sanders.
Depuis le 17 avril 2014, Fons Jurgens est au poste de Président du conseil d’administration qui était occupé par Bart de Boer. Fons Jurgens travaille dans le parc de loisirs depuis 1995. Pour la construction du parc de logements Loonsche Land de 2017, Efteling démarche la province du Brabant-Septentrional et la Fondation Parc Naturel d’Efteling. La province accorde un prêt de 15 millions d'euros et la Fondation fait de même pour 30 millions €.

### Personnel

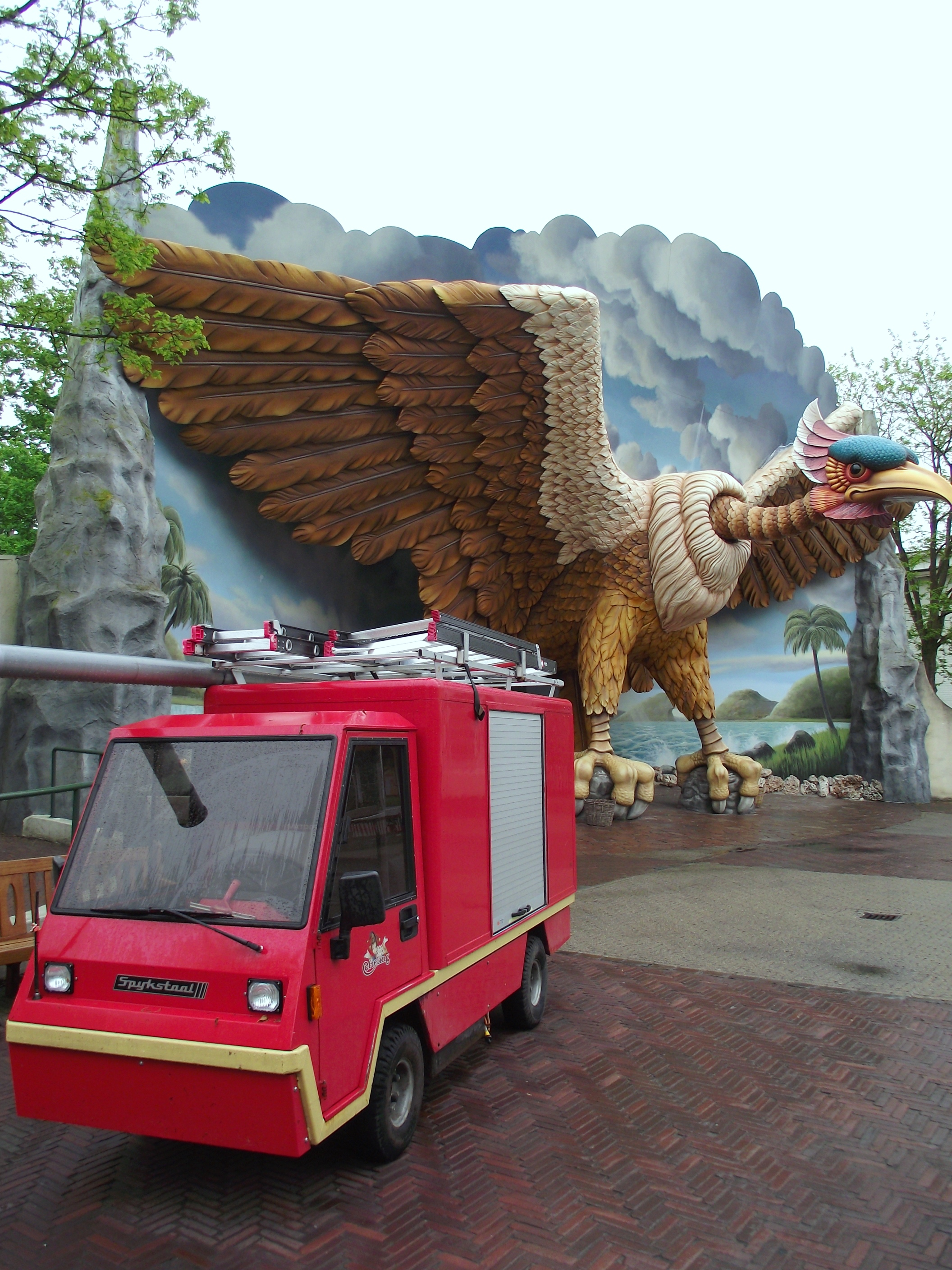
Véhicule de service du parc.

En haute saison, Efteling emploie 2 500 salariés (2005). En 2000, ils étaient 1 670, dont 400 étaient des employés permanents (24 %), 450 saisonniers (env. 27 %) et 820 renforts de vacances (environ 49 %).
Efteling joue un rôle important dans l’emploi local et régional. La plus grande part de l’emploi lié au tourisme en Brabant-Septentrional est recensée dans la commune de Loon op Zand, dans laquelle se trouve Efteling. En 1999 et 2000, le marché du travail devient de plus en plus serré. Efteling ressent aussi ce phénomène. D’autant plus que la législation sur le travail saisonnier change, avec la loi Flex en Zekerheid. Il devient de plus en plus difficile de trouver et de garder des travailleurs saisonniers pourtant indispensables. Efteling crée donc en 2000 Efteling Personeels BV (EPBV) en collaboration avec l’agence d’intérim Start Uitzendbureau BV. Dans cette structure, les travailleurs saisonniers sont au service d’EPBV. Et lorsqu’ils ne travaillent pas pour Efteling, ils sont envoyés dans d’autres entreprises. À Loon op Zand, le secteur du tourisme réalise 27 % de l’emploi total, alors que cette proportion dans l’ensemble de la province du Brabant-Septentrional, ne représente que seulement 5,6 % (2001). Parmi les travailleurs des vacances, 85 % provient des environs. L’ouverture 365 jours par an permet au parc d’engager 200 employés supplémentaires,.
Efteling emploie également du personnel de sécurité et de santé. Le parc dispose de sa propre brigade de pompiers comprenant trois camions de pompiers. En outre, il possède aussi sa propre ambulance, qui est également présente dans la caserne des pompiers.

### Conversion en euros
Dans la période de 1952 à 2002, l’entrée du parc se calcule en florins néerlandais. En 1952, l’entrée est à 80 centimes de florin néerlandais (36 centimes d'euro). Le prix d’une entrée est de 1 florin (45 centimes d'euro) de 1956 à 1965. Cette année-là, le prix d’entrée est majoré pour la première fois en 8 ans, dans la proportion de 50 % : il passe ainsi de 1 à 1,5 florin (67 centimes d'euro). La justification de la direction d’Efteling quant à cette hausse est que le parc doit veiller à ce que l’entreprise reste saine grâce à une rentrée d’argent plus importante. Le ministère de l’Économie approuve l’augmentation tarifaire. En 2001, un ticket d’admission coûte 42 florins, puis 21 euros en 2002, lors du passage du florin à l’euro.

### Chiffres annuels

#### Résultats commerciaux
|                             | 2004  | 2005 | 2006  | 2007  | 2008  | 2009  | 2010  | 2011  | 2012  | 2013  | 2014  | 2015  | 2016  | 2017  | 2018  | 2019  |
| Millions de visiteurs       | 3,253 | 3,17 | 3,05  | 3,24  | 3,3   | 4     | 4     | 4,1   | 4,2   | 4,15  | 4,4   | 4,68  | 4,76  | 5,18  | 5,35  | 5,26  |
| Équivalents temps plein     | 874   | 889  | 894   | 938   | 993   | 1 087 | 1 163 | 1 257 | 1 280 | 1 198 | 1 268 | 1 357 | 1 393 | 1 495 | 1 610 | 1 673 |
| Chiffres d’affaires M€      | 94    | 95,5 | 100,6 | 110,8 | 116,5 | 128,4 | 130   | 144   | 149   | 146   | 165   | 181   | 190   | 211,3 | 224,2 | 227,7 |
| Résultat de l’entreprise M€ | 12,4  | 13,7 | 17,4  | 19,4  | 12,6  | 15,3  | 11,4  | 9,1   | 8,6   | 8,9   | 12,6  | 19,6  | 22,4  | 33,5  | 33    | 28,7  |
| Résultat net M€             | 6,6   | 7,7  | 11,3  | 13,2  | 8,3   | 10,3  | 7,3   | 4,7   | 5,1   | 5,4   | 8,4   | 13,1  | 14,7  | 23    | 23,6  | 19,3  |

#### Fréquentations
Avec 5,26 millions de visiteurs en 2019 et 5,35 millions de visiteurs en 2018,, Efteling se place comme le troisième parc d’Europe en termes de fréquentation derrière le parc Disneyland et Europa-Park,,,. Il est à noter que le parc néerlandais supplante le parc Walt Disney Studios jusqu'en 2009 ainsi qu'en 2014, 2015 et depuis 2018,. Efteling atteint la fréquentation de cinq millions en 2017, soit trois ans avant son objectif qui était 2020.
La majorité des visiteurs viennent des Pays-Bas. 94 % des Néerlandais ont déjà visité Efteling. Les Belges, les Allemands, les Britanniques et les Français sont les principales autres nationalités à être reçues. La clientèle belge augmente de 17 % en 1993 et de 10 % en 1994 à la suite d'une campagne média instaurée en raison de l'ouverture d'Euro Disney Resort. En 1997, les Belges sont 400 000 à arpenter les allées du parc de loisirs. En 2006, les régions de Flandre (Belgique), de Westphalie (Allemagne) et du sud de l’Angleterre (Royaume-Uni) constituent environ 16 % des visiteurs. Les clients de l’Hôtel Efteling proviennent en 2008 dans plus de 85 % des cas des Pays-Bas. L’hôtel héberge également de nombreux Belges, Allemands et Israéliens. En 2009, 89,5 % de la clientèle est originaire des Pays-Bas, 7,9 % de Belgique, 1,6 % d’Allemagne et 1 % d'autres pays.
Efteling désire accroître sa renommée en Belgique, surtout dans sa partie francophone. Entre 2011 et 2017, le site de loisirs triple le budget communication belge. En 2012, le parc lance une campagne de communication qui cible certains médias tels la publicité télévisuelle et les réseaux sociaux,. En août 2012, Efteling constate que 200 000 Belges ont déjà visité le parc à thèmes. Ceci représente le même flux que pour tout 2011, une année record. Les francophones y sont plus nombreux. Le nombre de réservations de Belgique à l'Hôtel Efteling et au bosrijk augmente de près de 30 % lors du premier semestre 2012. Un client de l'Hôtel Efteling sur quatre est Belge. L'évolution se poursuit. En 2014, le nombre de clients belges augmente de près d'un quart. Parallèlement, le nombre d'Allemands évolue de 13 %. En janvier 2017, le directeur Fons Jurgens déclare que près d'un quart des Néerlandais se rendent chaque année dans le parc, ce qui représente 80 % de la clientèle. Il vise une croissance du marché étranger. Dans le même temps, les employés reçoivent une formation linguistique pour préparer la venue de visiteurs étrangers. Il constate une augmentation de touristes allemands. Lors du congé d'automne 2017, le site reçoit 15 % de touristes belges de plus qu'en 2016 et 80 % des clients des hébergements Efteling sont Belges. À la même période, le domaine de loisirs reçoit plus de 30 % de touristes français de plus qu'en 2016.
La fréquentation est à mettre en parallèle avec le secteur du tourisme aux Pays-Bas. Il présente un déficit entre le flux de vacanciers sortant et celui entrant dans le pays. Le nombre de voyageurs étrangers qui viennent aux Pays-Bas pour y passer leurs vacances est effectivement inférieur au nombre de Néerlandais qui passent leurs vacances hors de leur pays. Ce déficit se chiffre à hauteur de 5,4 milliards de dollars (4,02 milliards d'euros). Le taux de départ à l'étranger est de plus de 60 %. La politique touristique nationale tend à diminuer ce déséquilibre en retenant la clientèle nationale et en attirant les vacanciers étrangers. Le sud du pays est la partie la moins connue, malgré certains atours. De plus, le tourisme néerlandais est principalement urbain.
Dans le rapport 2015 de la Themed Entertainment Association réalisé par Aecom et selon Margreet Papamichael, directrice TEA du marché Europe, Moyen-Orient et Afrique, « Efteling affiche une croissance constante dans le temps avec une croissance annuelle moyenne de 3,9 %. Le parc a récemment annoncé à la fois de nouvelles attractions et des hébergements supplémentaires, qui pourraient bien augmenter son taux de croissance. » L'édition 2018 du rapport de la Themed Entertainment Association souligne qu'« Efteling continue à bien se porter, avec une croissance de la fréquentation de plus de 4 % en 2018 succédant à une augmentation spectaculaire de près de 9 % en 2017, montrant comment un parc peut continuer à maîtriser la fréquentation en période de stabilité. Efteling a profité des ventes d'abonnements annuels, de nuitées et de la qualité attractive de nouvelles attractions uniques telles que Symbolica, un parcours scénique ouvert en 2017 et récompensé par un TEA Award. » tout en « montrant les effets positifs de son développement en tant que destination de vacances. ».
En moyenne, les attractions obtiennent 35 % de leur impact total sur la fréquentation lors de leur année d’ouverture, tandis que 90 % se matérialise dans les cinq premières années après leur ouverture. Dans la période 1981 à 2002, l’attraction ayant le plus d’impact direct sur la fréquentation est le Python. Celles ayant le plus d’impact indirect sont Piraña et le Bobbaan.
Voici l’évolution de la fréquentation depuis 1952, année de l’ouverture, à 2019 :

Fréquentation annuelle 

3 050 000 (2006)
3 240 000 (2007)
3 290 000 (2008)
4 000 000 (2009)
4 000 000 (2010)
4 125 000 (2011)
4 230 000 (2012)
4 150 000 (2013)
4 400 000 (2014)
4 680 000 (2015)
4 760 000 (2016)
5 180 000 (2017)
5 400 000 (2018)
5 260 000 (2019)
2 900 000 (2020)
3 300 000 (2021)
5 430 000 (2022)
5 560 000 (2023)

### Efteling Media

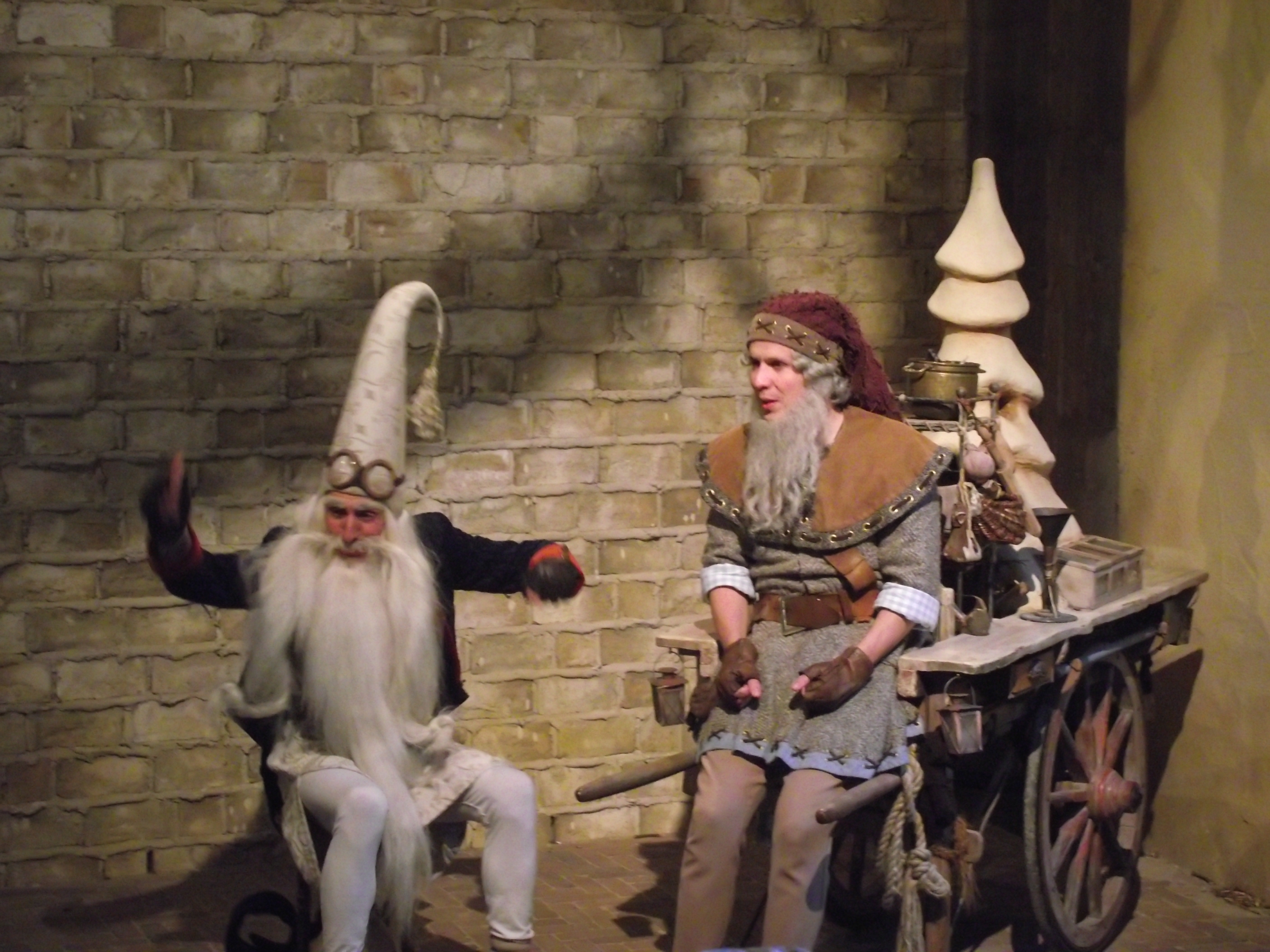
Klaas Vaak.

Une autre activité se développe grâce à Efteling Media. Celui-ci est le producteur de la série télévisée pour enfants Sprookjes (Contes) qui est diffusée depuis 2004 sur Ketnet. Une autre de leurs productions est la série d’animation 3D Sprookjesboom (l’Arbre des Contes) diffusée depuis 2006 dans les programmes de TROS sur Nederland 1 ainsi que sur Ketnet. Dans cette série, les personnages les plus connus du Bois des Contes tiennent les rôles principaux. La série est également visible sur la chaîne Omroep Brabant et en Allemagne sur NRW.TV. Doublée en français, la chaîne belge Club RTL propose ce programme renommé L'Arbre des contes en 2014, dès avril.
À propos des licences médiatiques et de la question de la propriété intellectuelle dans les parcs, le rapport de la Themed Entertainment Association réalisé par Aecom souligne : « Toutefois, les marchés les plus établis [de parc d'attractions] d'Europe occidentale aiment beaucoup leurs [licences et] propriétés intellectuelles locales, comme le démontre par leur vigueur Europa-Park, Tivoli et Efteling. »
La troisième série d’Efteling diffusée au printemps 2008 est TiTaTovenaar. Cette série d’actions est basée sur la fameuse série télévisée du début des années 1970, mais est bien évidemment remodelée au goût du jour. Ces séries, tout comme les comédies musicales du Théâtre Efteling sont également éditées en DVD.
Le 21 juillet 2008, au cours de l’Été des sept lieues, la Radio Efteling commence à émettre à 10 h 43. Initialement, le nom Radio Efteling n'est pas utilisé par le Commissariaat voor de Media qui choisit Radio 777 mais plus tard, le parc reçoit l’autorisation d’utiliser le terme Radio Efteling. Plus tard, le changement est officialisé. La station est gérée par Arnold Schellenberg, qui avait déjà travaillé à 100 % NL. Le studio radio est situé dans l’entrée du parc : la Maison des Cinq Sens.
Les émissions de la station avaient premièrement une portée de 15 km autour du parc ou sur le site officiel du parc et ciblaient principalement les visiteurs du parc. Elles étaient composées d’informations sur la circulation et le stationnement, d’entrevues avec le public et de musique en live provenant du parc d’attractions. En juillet 2010, la portée est augmentée, après quoi la station émet sur le territoire national et est destiné aux enfants. Parallèlement, sur une idée de la direction, Efteling développe l’idée de lancer sa propre chaîne de télévision.
En 2009, apparaît un autre programme : Sprookjes van Klaas Vaak (les Contes du Marchand de sable), dans lequel le Marchand de sable manipule le sable pour insuffler la vie dans les contes. Dans le générique, la chouette l’emmène dans un château de sable. Ce château de sable peut être vu dans Le Royaume des Bois (Bosrijk). En 2010 sont lancées plusieurs séries ou programmes télévisés sur Zappelin, Zapp et RTL Telekids : Sprookjesboomfeest, Grobbebollen Maken Lol!, Marjolein En Het Geheim Van Het Slaapzand, De Schatkamer et De Avonturen Van Kruimeltje. L'année suivante sont diffusés TiTa Toverfeest et Sprookjesuur sur RTL Telekids et Omroep Brabant.
La série dérivée de l’attraction-spectacle Raveleijn est diffusée à partir du 26 février 2011 sur RTL 4. Le scénario du spectacle est basé sur un livre de l’auteur Paul van Loon, dix fois lauréat du prix néerlandais des enfants. Efteling et Paul van Loon ont collaboré dans le but de créer Raveleijn. La réalisation de la série télévisée est assurée par Anne van der Linden. Une autre série basée sur le personnage de Pardoes est la première série fantastique avec des acteurs néerlandais. Sa diffusion est prévue en décembre 2011 sur Nickelodeon aux Pays-Bas. Les treize épisodes ont été tournés dans un entrepôt sur un site industriel à Waalwijk. Le rôle d’Almar est tenu par Peter Faber, la princesse Pardijn par l’actrice de 17 ans, Emilie Pos. Le rôle-titre revient à Alex Hendrickx, jeune acteur méconnu de 17 ans originaire de Berg-op-Zoom. L’histoire est créée par Efteling et Anjali Taneja l’adapte pour la série télévisée. Outre les sept personnages principaux et les vingt seconds rôles, la série fait appel à plus de cent figurants.
La série d’animation 3D Jokie est diffusée depuis 2012 sur RTL Telekids et vtmKzoom. Dérivée de l'attraction Carnaval Festival, elle conte les voyages de sa mascotte Jokie autour du monde. Doublée en français, la chaîne belge Club RTL propose ce programme dès avril 2014.

Logo de la série Jokie.
Logo de la série L'arbre des contes.
Logo de la série Sprookjesboom.

### Produits dérivés
Outre les larges gammes de jouets, textile, multimédia, tulipes, livres et papeterie, encens des parfums diffusés dans les attractions, accessoires scolaires, décorations, vaisselles, etc. vendues dans les boutiques du parc, et dans une moindre mesure en ligne, les produits estampés Efteling s'exportent de plus en plus en dehors des murs du parc d’attractions.
En coopération avec l’entreprise laitière Friesche Vlag, le parc développe les Eftelingvla (crèmes Efteling) déclinées en trois saveurs différentes qui sont disponibles depuis l’été 2007 dans les supermarchés. Depuis le 12 octobre 2007, un jeu vidéo nommé Efteling Tycoon est sorti utilisant la licence d’Efteling. Le joueur peut créer, développer et gérer virtuellement son propre parc à thèmes. Conçu par Atari, il utilise un système graphique différent de RollerCoaster Tycoon 3 lui aussi produit par Atari.
Efteling et Intratuin, la plus grosse chaîne de jardineries des Pays-Bas également implantée en Belgique, collaborent pour la vente de toute une gamme de décorations,. La première vague de mise en vente de ces produits a lieu en automne 2010. Elle est constituée de décorations de Noël, cadres, boîtes à musique, miniatures, lanternes, textiles, vaisselles, jouets, papeterie, etc. La seconde vague a lieu au printemps 2011 avec l’ajout d’articles de jardins, terrasses et balcons.
Les différents produits Efteling vendus hors du domaine sont les suivants : jeux Ravensburger Efteling, gâteau dragon de Maître Paul, biscuits Efteling, chaussures Efteling, thé Pyramide Efteling, cookies Efteling, matériel pour hobby Efteling, glace Wonder Efteling Ola, biscottes Efteling Bolletje, livre de lecture Efteling, bonbons Efteling, crèmes Efteling, Efteling Tycoon Atari et les gammes de produits chez Intratuin.

## Relations avec Disney
Efteling entretient de bonnes relations avec les parcs à thèmes Disney. Walt Disney apprécie le travail d'Anton Pieck. Tony Baxter apprécie également son travail, ainsi que celui de Ton van de Ven. Disneyland Paris consulte Efteling lors de sa phase de conception et de sa construction, afin d’adapter le parc américain à la culture européenne. En signe d’appréciation, la société Disney offre à Efteling une petite statue. Tony Baxter répond positivement lorsque Efteling l’invite à un séminaire en octobre 2002 intitulé Future of the Industry. Ton van de Ven, qui conçoit plusieurs attractions à Efteling, est aussi un bon ami de Tony Baxter. La relation entre les deux parcs est soulignée lorsque Efteling remporte le Thea Classic Award en 2004, la plus haute distinction décernée par la Themed Entertainment Association : Efteling avait, comme il s'est avéré, été nommé par Tony Baxter,.
Il existe une légende qui lierait Disney et Efteling,, : depuis des années, des rumeurs circulent selon lesquelles Walt Disney s'inspira d’Efteling — qui a ouvert en 1952 — pour Disneyland, ouvert en 1955. Dans le début des années 1950, Walt Disney voyage en Europe à quelques reprises, dans le but de visiter les attractions touristiques pour puiser l’inspiration pour la construction de son premier parc à thèmes. Selon des témoignages internes à Efteling ainsi qu'une brochure de l’IAAPA, l’Association internationale des parcs d’attractions, « Disney consacra beaucoup de temps à étudier le travail de Pieck à Efteling avant de commencer la création de ses propres parcs »,,. Lors de l’inauguration du Bois des Contes, le château de la Belle au bois dormant est le conte le plus important du parc. Trois ans plus tard, le château de la Belle au bois dormant est la pièce maîtresse de Disneyland. Une source interne à Efteling parle même d’une poignée de main entre Pieck et Disney. Lors de la cérémonie de l’Applause Award en 1992, le vice-président de Disney, Ted Crowell, déclare qu'il n'était pas improbable qu'Efteling reçoive le prix car il doit bien être un parc fantastique pour que Disney le visite et s'en inspire.
Toutefois, De Efteling : Kroniek van een Sprookje l’ouvrage de référence sur le parc édité pour le jubilé de ses 50 ans discrédite cette rumeur : l’une des causes de celle-ci serait une remarque d’une personne des relations publiques, qui avait déclaré à des journalistes que Disney pourrait bien avoir visité Efteling ; les journalistes ont extrapolé la phrase, omettant le conditionnel et une légende est née. De plus, aucune preuve ne peut étayer la véracité de cette légende. Bien qu'il n'existe que peu de références à ses voyages européens, les journaux de voyages de Disney ne font pas mention d’Efteling, tout comme les Walt Disney Archives à Burbank, Californie.
La seule information qui peut être totalement confirmée est que Disney visite à l’été 1951 les Pays-Bas et Madurodam ainsi que les jardins de Tivoli à Copenhague où il se rend le 5 juillet 1951. Ceux-ci sont une source d’inspiration pour Disneyland. Plusieurs employés de Disneyland corroborent qu'il s'inspire de Tivoli. Dans sa biographie, Walt Disney: An American Original, Bob Thomas en fait de même. Ces deux visites sont confirmées par « l’amiral » Joe Fowler, qui est pendant des années l’un des plus proches collaborateurs de Walt. La présence de Walt est attestée en Europe en avril 1953 et de juillet à août 1953 mais au Royaume-Uni. Il passe aussi plusieurs périodes de vacances estivales en Suisse jusqu'en 1958. Selon Joe Fowler, il existe deux parcs européens que Walt a toujours mentionnés : Madurodam et Tivoli.